# Wielka trójka (tenis)
Wielka trójka (ang. Big Three) – powszechne określenie trzech tenisistów, Rogera Federera, Rafaela Nadala i Novaka Đokovicia, z których każdy z nich uważany jest za jednego z najlepszych tenisistów w historii tego sportu. Wielka trójka dominowała w męskim tenisie przez prawie dwie dekady, wygrywając łącznie 65 turniejów wielkoszlemowych w grze pojedynczej. Najwięcej tytułów do tej pory (stan na wrzesień 2024) zdobył Novak Đoković (łącznie 24), pozostali dwaj zawodnicy mają kolejno 22 (Rafael Nadal) oraz 20 (Roger Federer) tytułów wielkoszlemowych.
Przed przyjęciem się określenia wielkiej trójki istniało pojęcie wielkiej czwórki (ang. Big Four). Oprócz Federera, Nadala oraz Đokovicia zaliczano do niej wówczas także Andy’ego Murraya.

## Historia

### 2002–2004: Federer zdobywa szczyt

#### 2002
| Turniej wielkoszlemowy | Zwycięzca        | Finalista           | Wynik           |
| ---------------------- | ---------------- | ------------------- | --------------- |
| Australian Open        | Thomas Johansson | Marat Safin         | 3:6 6:4 6:4 7:6 |
| Roland Garros          | Albert Costa     | Juan Carlos Ferrero | 6:1 6:0 4:6 6:3 |
| Wimbledon              | Lleyton Hewitt   | David Nalbandian    | 6:1 6:3 6:2     |
| US Open                | Pete Sampras     | Andre Agassi        | 6:3 6:4 5:7 6:4 |

Początek XXI wieku był postrzegany jako okres przejściowy w tenisie, kiedy starsi utytułowani tenisiści kończyli karierę, a kilku graczy próbowało przebić się na sam szczyt. Jednym z nich był Szwajcar, Roger Federer, który sukcesywnie zaczął odnosić kolejne imponujące zwycięstwa nad czołowymi tenisistami. Rok 2002 był zwiastunem przyszłej dominacji Federera – rozpoczął go od wygrania turnieju w Sydney, eliminując po drodze Andy’ego Roddicka, a w finale wynikiem 6:3, 6:3 pokonał Juana Ignacio Chelę. Szwajcar osiągnął również finał turnieju w Miami. Chociaż w finale uległ Andre Agassiemu, to droga do finału zwiastowała kolejne nadchodzące sukcesy – po drodze pokonał bowiem m.in. Tima Henmana (IV runda) oraz ówczesnego lidera światowego rankingu, Lleytona Hewitta. Federer zakończył sezon na 6. pozycji w rankingu ATP – i chociaż występy Szwajcara w turniejach wielkoszlemowych, w których odpadał już w pierwszej (Wimbledon) czy czwartej rundzie (US Open), były dość rozczarowujące, całokształt występów Federera w tym sezonie był dobrym prognostykiem na jego dalszą karierę.

#### 2003
| Turniej wielkoszlemowy | Zwycięzca           | Finalista           | Wynik       |
| ---------------------- | ------------------- | ------------------- | ----------- |
| Australian Open        | Andre Agassi        | Rainer Schüttler    | 6:2 6:2 6:1 |
| Roland Garros          | Juan Carlos Ferrero | Martin Verkerk      | 6:1 6:3 6:2 |
| Wimbledon              | Roger Federer (1)   | Mark Philippoussis  | 7:6 6:2 7:6 |
| US Open                | Andy Roddick        | Juan Carlos Ferrero | 6:3 7:6 6:3 |

W 2003 roku, podczas rywalizacji w Halle, Federer wygrał swój pierwszy turniej na nawierzchni trawiastej, pokonując w finale Nicolasa Kiefera. Do wielkoszlemowego Wimbledonu przystępował jako zawodnik rozstawiony z nr 4. W I i II rundzie bez straty seta pokonał Lee Hyunga-taika i Stefana Koubka, w III fazie po czterosetowym meczu wyeliminował Mardy’ego Fisha, a w kolejnej rundzie Feliciano Lópeza. Ćwierćfinałowy pojedynek Federer wygrał ze Sjengem Schalkenem, a półfinałowy z Andym Roddickiem, osiągając tym samym pierwszy wielkoszlemowy finał w karierze. Rywalem Szwajcara w meczu o tytuł był Australijczyk, Mark Philippoussis. Spotkanie zakończyło się zwycięstwem Szwajcara 7:6(5), 6:2, 7:6(3), który triumfował po raz pierwszy w wielkoszlemowej imprezie.

„Marzenia się spełniają. Zawsze żartowałem – będąc chłopcem – że tutaj wygram. I tak się stało. (Finał) był jednym z najlepszych meczów, jakie zagrałem w swojej karierze.”

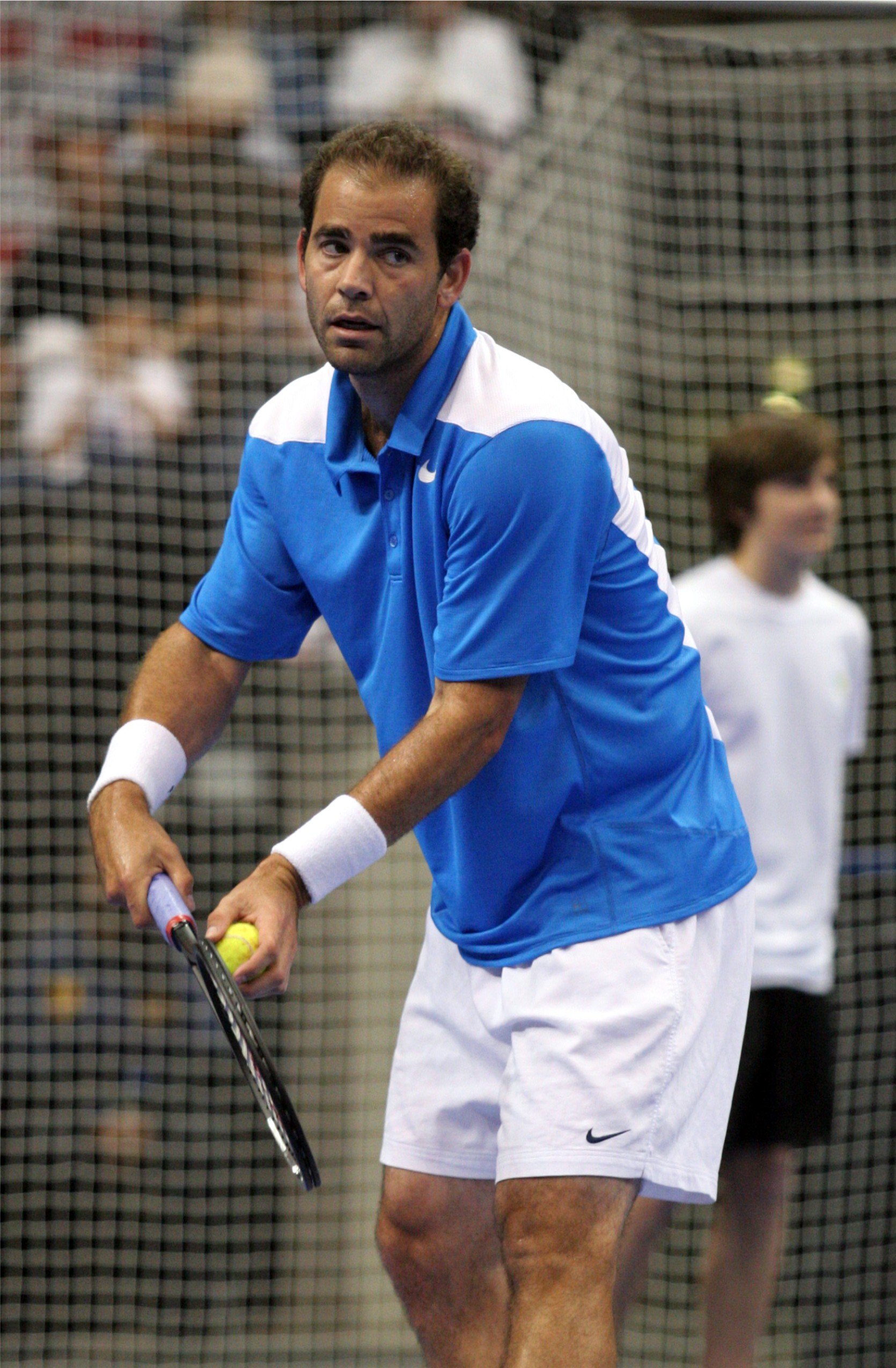
Pete Sampras, amerykański tenisista, do którego zaczęto porównywać Federera po wygraniu pierwszego Wimbledonu. Sampras był zawodnikiem, który dominował w męskim tenisie w latach 90. W 1993 roku mężczyzna został po raz pierwszy liderem rankingu światowego, a między 1993–1998 kończył rok jako lider rankingu ATP – jest to rekord pod tym względem. Największe sukcesy przyniósł Samprasowi turniej wimbledoński, gdzie Amerykanin zwyciężył 7 razy. Był niepokonanym w latach 1993–1995 i 1997–2000. Przejął od Beckera przydomek Króla kortu centralnego na Wimbledonie. (Następnie tytuł ten przejął Federer, który pobił rekord Samprasa, ośmiokrotnie triumfując na Wimbledonie.)

Triumf Federera na Wimbledonie sprawił, że zaczęto zastanawiać się nad ewentualną przyszłą dominacją Federera w męskim tenisie. Wiele osób zaczęło porównywać Szwajcara do Pete’a Samprasa. Koniec sezonu 2003 roku Federer zakończył występem w Tennis Masters Cup w Houston. W fazie grupowej Szwajcar zagrał tam z Agassim, Nalbandianem i Ferrero, wygrywając wszystkie pojedynki. W półfinale zmierzył się z liderem rankingu ATP, Andym Roddickiem, którego pokonał 7:6(2), 6:2, a w finale ponownie zmierzył się z Agassim, z którym zwyciężył 6:3, 6:0, 6:4. Triumf w turnieju Tennis Masters Cup dał Federerowi awans na 2. miejsce w rankingu ATP na koniec tego sezonu.

#### 2004
| Turniej wielkoszlemowy | Zwycięzca         | Finalista       | Wynik               |
| ---------------------- | ----------------- | --------------- | ------------------- |
| Australian Open        | Roger Federer (2) | Marat Safin     | 7:6 6:4 6:2         |
| Roland Garros          | Gastón Gaudio     | Guillermo Coria | 0:6 3:6 6:4 6:1 8:6 |
| Wimbledon              | Roger Federer (3) | Andy Roddick    | 4:6 7:5 7:6 6:4     |
| US Open                | Roger Federer (4) | Lleyton Hewitt  | 6:0 7:6 6:0         |

Rok 2004 Szwajcar rozpoczął od tego, że zakończył współpracę ze swoim trenerem, Peterem Lundgrenem. Nie przeszkodziło to jednak Federerowi w osiągnięciu kolejnych sukcesów. W Australian Open Szwajcar dał popis swoich umiejętności – w ćwierćfinale wygrał z Davidem Nalbandianem, z którym przed meczem miał bilans spotkań 1-5, a w półfinale pokonał bez straty seta Juana Carlosa Ferrero. W finale zmierzył się z Maratem Safinem, zwyciężając 7:6(3), 6:4, 6:2. Zwycięstwo dało Federerowi nie tylko drugi tytuł wielkoszlemowy w karierze, ale również zapewniło mu pozycję lidera światowego rankingu.
Jako najlepszy tenisista na świecie Federer wystąpił w Rotterdamie, gdzie przegrał w ćwierćfinale z Timem Henmanem. Następnie wziął udział w turnieju w Dubaju, którego został zwycięzcą po pokonaniu w finale Feliciano Lópeza, a potem udał się na turniej w Indian Wells, gdzie w finale wygrał z Henmanem rewanżując się tym samym za porażkę z Rotterdamu. Po tych zwycięstwach Federer wziął udział w turnieju w Miami. Tam w trzeciej rundzie po raz pierwszy w karierze spotkał się z 17-letnim wówczas Rafaelem Nadalem, który pokonał Szwajcara 6:3, 6:3. Mecz stał się zwiastunem przyszłej rywalizacji Federera i Nadala. 17-letni Hiszpan wygraną nad Federerem zakończył jego serię 12 zwycięstw z rzędu, tym samym stał się zaledwie drugim w sezonie zawodnikiem (po Timie Henmanie), któremu udało się pokonać Szwajcara. Ponadto, młody Hiszpan zdobył ogromne uznanie za swoją grę – był niemal bezbłędny przy swoim serwisie, a oprócz tego nie dał przeciwnikowi żadnej szansy na przełamanie. Sam Federer po meczu przyznał: „Byłem pod wrażeniem tego, co zobaczyłem”. Rywalizacja Federera i Nadala została jednak odsunięta w czasie, dlatego że Hiszpan niedługo po tym spektakularnym zwycięstwie nad Szwajcarem musiał wycofać się z wielu turniejów ze względu na kontuzję.
Federer natomiast kontynuował swoją dobrą passę – w maju, na obiekcie Am Rothenbaum w Hamburgu Szwajcar odniósł kolejne zwycięstwo, eliminując po drodze m.in. Carlosa Moyę, Lleytona Hewitta, a w finale wynikiem 4:6, 6:4, 6:2, 6:3 Guillermo Corię, któremu przerwał serię 31 meczów bez porażki. I chociaż wielkoszlemowy Roland Garros nie zakończył się po myśli Szwajcara, ponieważ odparł już w trzeciej rundzie, to później kontynuował swoją dominację na trawie – bez straty seta wygrał zawody w Halle, kontynuując serię 17 meczów bez porażki na kortach trawiastych. Na Wimbledonie Federer ponownie osiągnął finał, tracąc po drodze jednego seta w meczu ćwierćfinałowym z Lleytonem Hewittem. W pojedynku o tytuł pokonał 4:6, 7:5, 7:6(3), 6:4 Andy’ego Roddicka. Eksperci tenisowi – tacy jak Boris Becker lub John Lloyd – jednoznacznie stwierdzili, że to był jeden z najlepszych finałów ostatnich lat. W międzyczasie Nadalowi udało się wyleczyć kontuzję, po czym dość prędko osiągnął sukces – w sierpniu wygrał swój pierwszy turniej w grze pojedynczej. W finale imprezy w Sopocie pokonał José Acasuso wynikiem 6:3, 6:4.
Następnie Hiszpan dotarł do II rundy US Open, gdzie uległ  wiceliderowi rankingu, Andy’emu Roddickowi. Federer natomiast dotarł do finału wielkoszlemowej imprezy, gdzie okazał się być lepszym od Lleytona Hewitta, przeciwko któremu w dwóch setach nie stracił gema, zwyciężając 6:0, 7:6(3), 6:0. Tym zwycięstwem Federer zapewnił sobie trzeci wielkoszlemowy tytuł w jednym sezonie – osiągnął to jako pierwszy zawodnik od roku 1988 po Matsie Wilanderze. Szwajcar umocnił się tym samym na pozycji lidera światowego rankingu.

### 2005–2007: Federer wciąż najlepszy na świecie, Nadal zaczyna dominować na glinie

#### 2005
| Turniej wielkoszlemowy | Zwycięzca         | Finalista      | Wynik           |
| ---------------------- | ----------------- | -------------- | --------------- |
| Australian Open        | Marat Safin       | Lleyton Hewitt | 1:6 6:3 6:4 6:4 |
| Roland Garros          | Rafael Nadal (1)  | Mariano Puerta | 6:7 6:3 6:1 7:5 |
| Wimbledon              | Roger Federer (5) | Andy Roddick   | 6:2 7:6 6:4     |
| US Open                | Roger Federer (6) | Andre Agassi   | 6:3 2:6 7:6 6:1 |

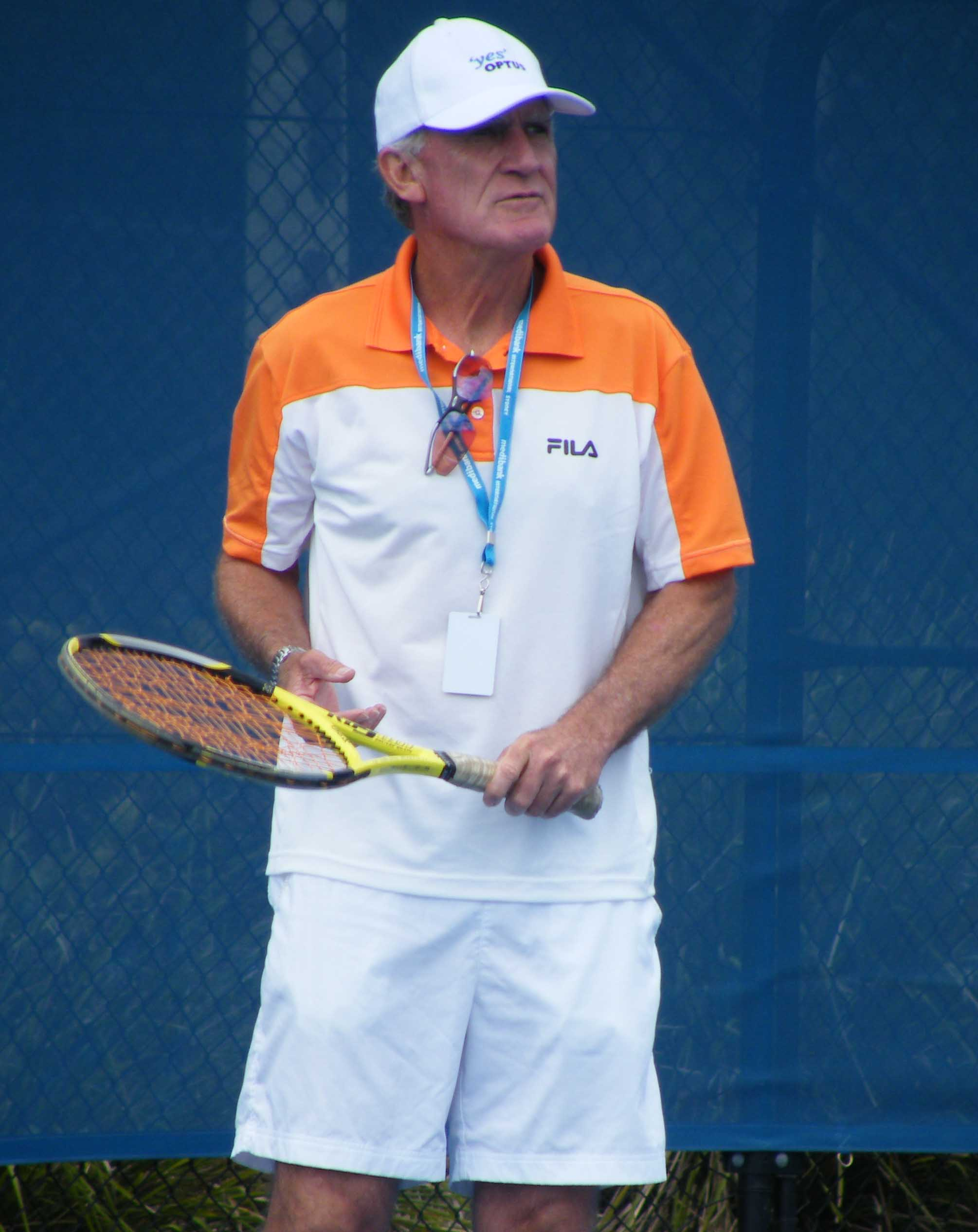
Tony Roche, były lider rankingu światowego w grze pojedynczej, zwycięzca French Championships w 1966 roku. W 2005 roku został trenerem Rogera Federera

W 2005 roku, tuż przed rozpoczęciem sezonu, Federer nawiązał współpracę z australijskim trenerem, Tonym Rochem. Pierwszy start w roku Federera miał miejsce w Dosze. Zawody zakończyły się zwycięstwem Szwajcara, który w finale pokonał Chorwata, Ivana Ljubičicia.
Pierwszy turniej wielkoszlemowy w tym sezonie, Australian Open, był pierwszą imprezą tej rangi, w której wziął udział Novak Đoković. Serb odpadł już w pierwszej rundzie, w której przegrał z Maratem Safinem. Z Safinem mecz na Australian Open zagrał także Roger Federer, przegrywając z nim w półfinale. Pojedynek zakończył się wynikiem 5:7, 6:4, 5:7, 7:6(6), 9:7 dla Rosjanina. Tym samym Safin przerwał Szwajcarowi serię 27 meczów bez porażki i passę 27 spotkań bez przegranej z graczami z czołowej dziesiątki rankingu, która trwała od listopada 2003 roku. Rafael Nadal, podobnie jak Federer, odpadł z Australian Open w półfinale, w którym zmierzył się z Australijczykiem, Lleytonem Hewittem.
Po Australian Open Nadal zwyciężył w dwóch imprezach na kortach ceglanych. W finale turnieju w Costa do Sauípe pokonał 6:0, 6:7(2), 6:1 Alberto Martína, zaś tydzień później w Acapulco pokonał w finale Alberta Montañésa w stosunku 6:1, 6:1. Dobrą passę rozgrywał wówczas również Federer, który triumfował w Rotterdamie, po zwycięstwie w finale nad Ivanem Ljubičiciem. Tydzień po tym sukcesie Szwajcar uzyskał finał rozgrywek w Dubaju. W finale po raz kolejny zmierzył się z Ljubičiciem, z którym ponownie wygrał zdobywając swój trzeci w sezonie tytuł. Triumfem Szwajcara zakończyły się również zawody w Miami, gdzie w finale zmierzył się z Rafaelem Nadalem. Federer zdołał wygrać spotkanie pomimo prowadzenia Hiszpana 2:0 w setach. Ostatecznie pojedynek zakończył się wynikiem 2:6, 6:7(4), 7:6(5), 6:3, 6:1 dla Federera.
Okres rywalizacji na kortach ziemnych został całkowicie zdominowany przez Nadala – wygrał 24 spotkania z rzędu, bijąc rekord kolejnych zwycięstw odniesionych przez nastolatka, który należał do Andre Agassiego. W pierwszej połowie kwietnia wygrał w Monte Carlo swój pierwszy turniej rangi ATP Masters Series, pokonując w finale 6:3, 6:1, 0:6, 7:5 finalistę poprzedniego French Open Guillermo Corię. Tydzień później Nadal był najlepszy w Barcelonie, gdzie w finale wygrał z Juanem Carlosem Ferrero. Po zwycięstwie w stolicy Katalonii hiszpański tenisista po raz pierwszy w karierze awansował do czołowej dziesiątki rankingu, dokonując tego jako najmłodszy zawodnik w erze open. Następnie Hiszpan zwyciężył na kortach Foro Italico w Rzymie, ponownie pokonując w finale Guillermo Corię.
Podczas French Open Nadal wygrał pierwsze pięć spotkań, tracąc jednego seta i pokonując po drodze m.in. Richarda Gasqueta i Davida Ferrera. W półfinale zmierzył się trzeci raz w karierze z liderem rankingu Rogerem Federerem. Hiszpan zwyciężył w czterech setach, 6:3, 4:6, 6:4, 6:3. Dwa dni później pokonał w finale Mariano Puertę 6:7(6), 6:3, 6:1, 7:5 i zdobył pierwszy w karierze tytuł wielkoszlemowy. Jako drugi zawodnik w historii wygrał French Open w swoim debiucie (w 1982 dokonał tego Mats Wilander). Został także najmłodszym od czasów Michaela Changa zwycięzcą paryskiej imprezy oraz pierwszym nastolatkiem od czasów Pete’a Samprasa, który zwyciężył w imprezie tej rangi.

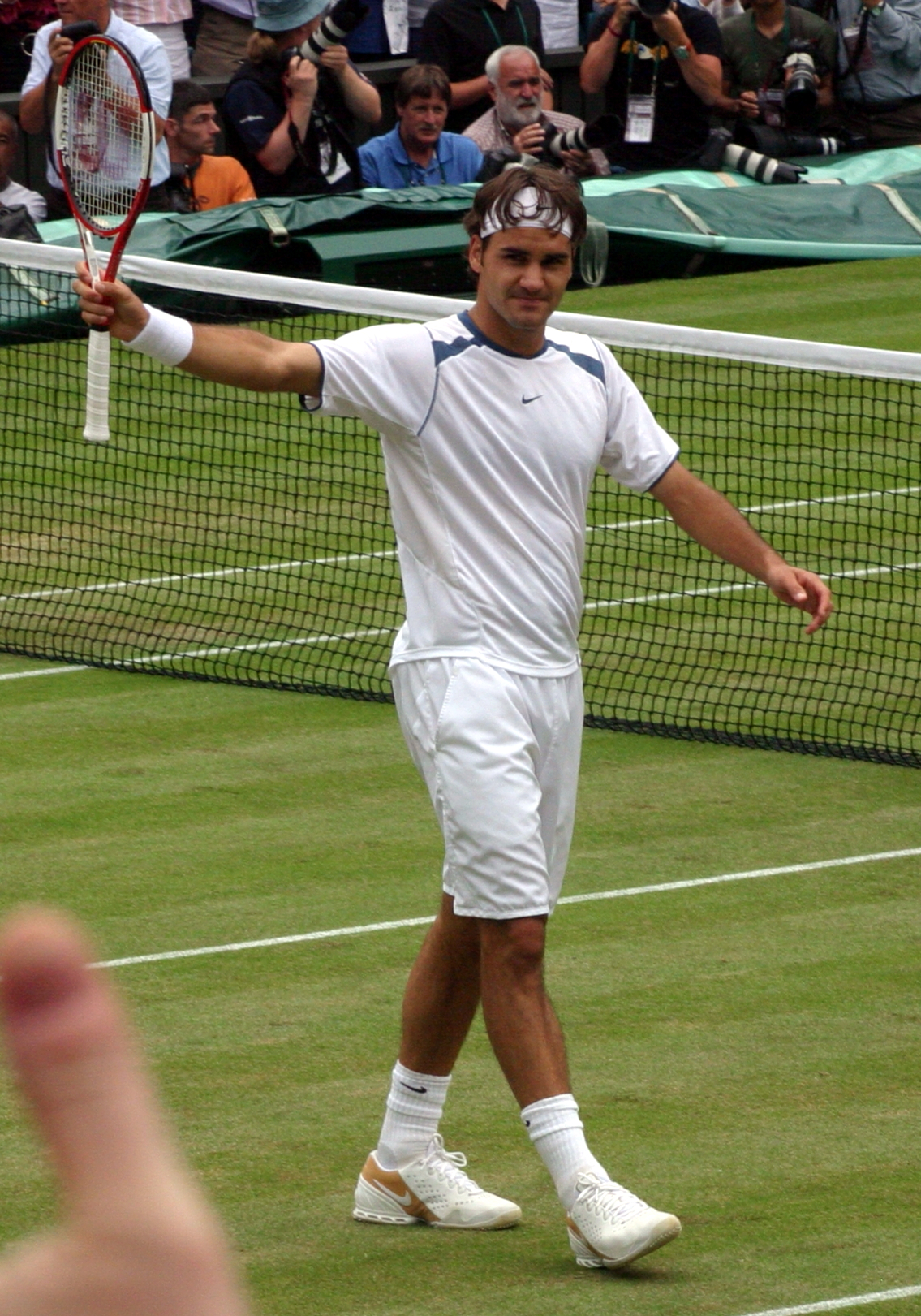
W 2005 roku Roger Federer wygrał Wimbledon po raz trzeci z rzędu. Dokonał tego jako trzeci tenisista w Erze Open.

Passa kolejnych zwycięstw została przerwana trzy dni później, kiedy to Nadal uległ Alexandrowi Waske w pierwszej rundzie imprezy w Halle, rozgrywanej na kortach trawiastych. Turniej ten wygrał Federer, który następnie zdominował rywalizację na trawie, wygrywając Wimbledon. W drodze do finału stracił zaledwie jednego seta, w pojedynku III rundy, z Nicolasem Kieferem. W finale, tak jak w roku 2004, Federer pokonał Andy’ego Roddicka, przeciwko któremu zagrał – jak sam przyznał – „najlepszy mecz w swojej karierze”. Wygrywając po raz trzeci z rzędu na wimbledońskich kortach Szwajcar stał się trzecim tenisistą w Erze Open (obok Björna Borga i Pete’a Samprasa), który zwyciężył w trzech kolejnych londyńskich imprezach.
W połowie sierpnia Federer odniósł triumf w rozgrywkach ATP Masters Series w Cincinnati, gdzie w finale pokonał Roddicka. Na US Open Federer obronił zwycięstwo z sezonu 2004. Mecz finałowy zakończył się wygraną Szwajcara z Andre Agassim. Po miesięcznej przerwie, pod koniec września, Federer bez straty seta wygrał imprezę w Bangkoku. W finale po raz pierwszy spotkał się z Andym Murrayem, z którym zwyciężył 6:3, 7:5. Dobrą passę przeżywał również Nadal, który we wrześniu zwyciężył w imprezie w Pekinie, pokonując w finale Guillermo Corię w stosunku 5:7, 6:1, 6:2 oraz wystąpił w Pucharze Davisa wygrywając oba pojedynki singlowe. W październiku po raz pierwszy zwyciężył w turnieju halowym: w finale imprezy ATP Masters Series w Madrycie pokonał w pięciu setach Ivana Ljubičicia.
W 2005 roku Nadal wygrał 11 turniejów (8 na mączce, 3 na nawierzchni twardej), tyle samo co Roger Federer. Pobił tym samym rekord ustanowiony w 1983 roku przez Matsa Wilandera w liczbie wygranych turniejów w sezonie przez nastolatka. W całym sezonie Hiszpan wygrał 79 spotkań, więcej wygrał tylko Roger Federer – 81, który rok po raz kolejny ukończył na pozycji lidera rankingu ATP. Stosunek Szwajcara wygranych do przegranych wyniósł 81-4 (95,3%) – najlepszy wynik od roku 1984, kiedy to John McEnroe odniósł 82 zwycięstwa i 3 porażki (96,5%). Rok 2005 roku był przełomowy również dla Đokovicia, który sezon zakończył jako najmłodszy tenisista w czołowej setce rankingu ATP.

#### 2006
| Turniej wielkoszlemowy | Zwycięzca         | Finalista       | Wynik           |
| ---------------------- | ----------------- | --------------- | --------------- |
| Australian Open        | Roger Federer (7) | Markos Pagdatis | 5:7 7:5 6:0 6:2 |
| Roland Garros          | Rafael Nadal (2)  | Roger Federer   | 1:6 6:1 6:4 7:6 |
| Wimbledon              | Roger Federer (8) | Rafael Nadal    | 6:0 7:6 6:7 6:3 |
| US Open                | Roger Federer (9) | Andy Roddick    | 6:2 4:6 7:5 6:1 |

Rok 2006 roku powszechnie uważany jest za najlepszy w karierze Federera. Sezon Szwajcar rozpoczął od obrony tytułu w Dosze, gdzie w finale pokonał Gaëla Monfilsa. Na Australian Open osiągnął finał po wcześniejszym wyeliminowaniu m.in. Tommy’ego Haasa i Nikołaja Dawydienki. Mecz o tytuł zagrał z Markosem Pagdatisem. Spotkanie zakończyło się zwycięstwem Federera, który wygrał drugi raz na kortach w Melbourne. W międzyczasie jego największy przeciwnik, Rafael Nadal, który wycofał się Australian Open, wyleczył swoją kontuzję. Mężczyźni spotkali się dwa tygodnie później w finale turnieju w Dubaju, gdzie Hiszpan pokonał w finale Federera 2:6, 6:4, 6:4. Nadal został pierwszym zawodnikiem w sezonie, który pokonał Szwajcara, zwycięstwem tym przerwał Federerowi rekordową serię 56 zwycięstw z rzędu na nawierzchni twardej, która trwała od stycznia 2005 roku.
W marcu Federer po raz drugi z rzędu wygrał serię turniejów ATP Masters Series w Indian Wells i Miami. W Indian Wells zwyciężył tracąc jednego seta w spotkaniu II rundy z Olivierem Rochusem. Zwycięski mecz finałowy rozegrał z Jamesem Blakiem, natomiast w Miami pokonał w rundzie finałowej Ivana Ljubičicia. W międzyczasie Novak Đoković zaczął odnosić pierwsze istotne zwycięstwa – 9 kwietnia 2006 roku wygrał mecz z Gregiem Rusedskim, dając Serbii i Czarnogórze ważną przewagę w turnieju Pucharze Davisa. Po tym występie rozpoczęły się rozmowy między tenisistą a Lawn Tennis Association, czyli brytyjskim związkiem tenisowym. Ostatecznie jednak Đoković nie zdecydował się reprezentować Wielkiej Brytanii w tenisowej rywalizacji.

„Wielka Brytania oferowała mi wiele możliwości. Potrzebowali kogoś, ponieważ mieli wówczas (i nadal mają) tylko Andy’ego Murraya. To musiało być rozczarowujące dla wszystkich inwestujących pieniądze. Ale ja nie potrzebowałem pieniędzy tak bardzo, jak kiedyś. Zacząłem pytać sam siebie:  Dlaczego, do cholery?. Jestem Serbem, jestem z tego dumny, nie chcę tego zmienić tylko dlatego, że jakiś inny kraj ma lepsze warunki. Jeśli grałbym dla Wielkiej Brytanii, grałbym – rzecz jasna – dokładnie tak samo, jak gram dla swojego kraju, ale nigdy nie czułbym się (tam) przywiązany. To ja podjąłem tę decyzję (aby nie zmieniać przynależności państwowej).”

Czas rywalizacji został natomiast całkowicie zdominowany przez Nadala – w finale turnieju rangi ATP Masters Series w Monte Carlo pokonał 6:2, 6:7(2), 6:3, 7:6(5) Rogera Federera. Tydzień później zwyciężył w Barcelonie, pokonując w finale Tommy’ego Robredo. Po tygodniowej przerwie obronił tytuł na rzymskich kortach Foro Italico. W finale ponownie spotkał się z Federerem. Ostatecznie po ponad pięciogodzinnej walce Hiszpan zwyciężył 6:7, 7:6(5), 6:4, 2:6, 7:6(5), broniąc w ostatnim secie dwóch piłek meczowych. Zdobywając 16. tytuł ATP w karierze, wyrównał rekord Björna Borga pod względem liczby wygranych turniejów przez nastolatka.

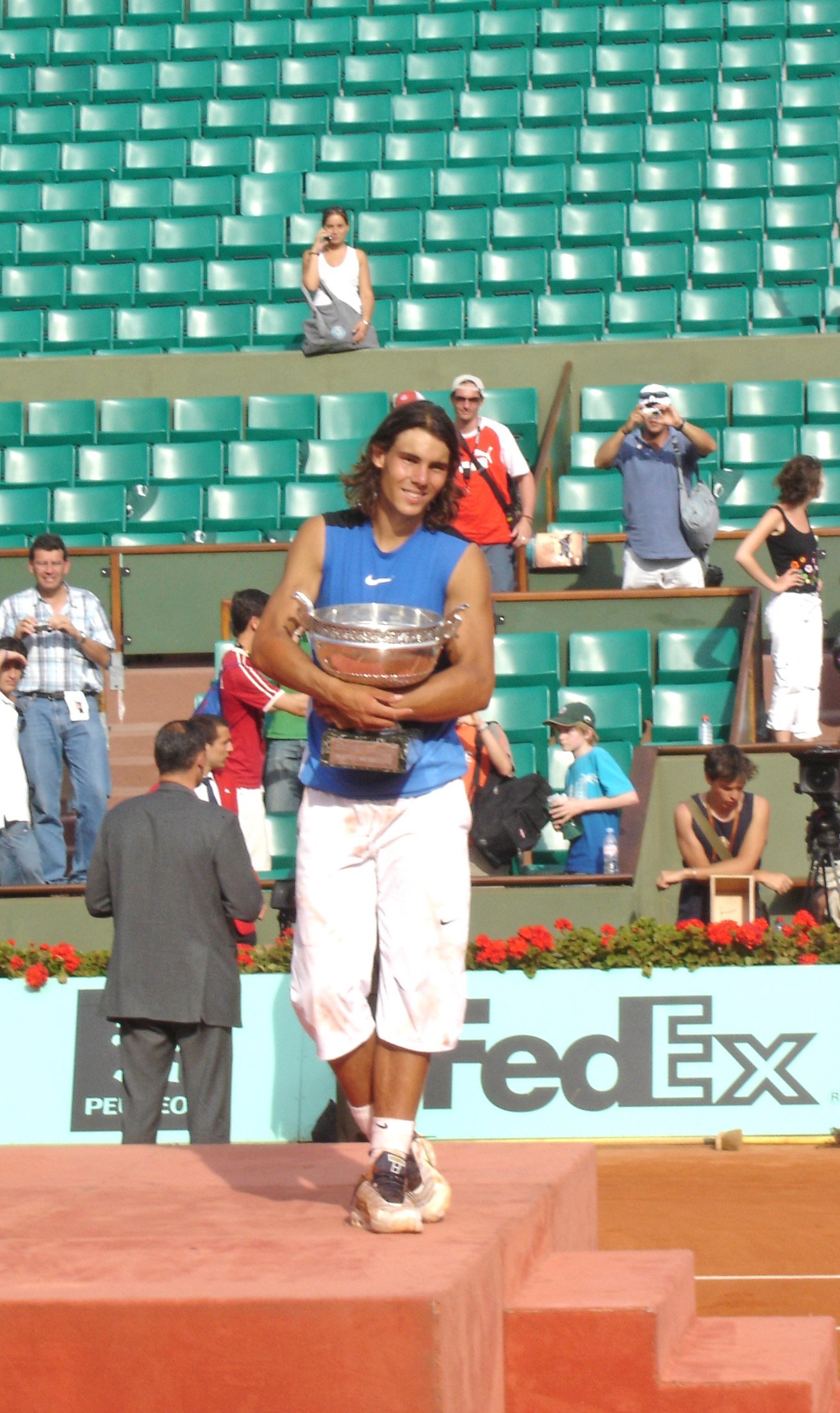
Rafael Nadal po zdobyciu drugiego tytułu Roland Garros w 2006 roku

Wygrywając spotkanie w pierwszej rundzie French Open, Nadal pobił rekord Guillermo Vilasa 53 kolejnych zwycięstw na nawierzchni ziemnej. Hiszpan doszedł po raz drugi z rzędu do finału paryskiej imprezy, pokonując po drodze m.in. Lleytona Hewitta, Novak Đokovicia oraz Ivana Ljubičicia. W finale zmierzył się po raz czwarty w sezonie z Federerem i wygrał w stosunku 1:6, 6:1, 6:4, 7:6(4), stając się pierwszym zawodnikiem w historii, który pokonał Szwajcara w finale imprezy wielkoszlemowej.
Sezon na kortach trawiastych Nadal rozpoczął od imprezy w londyńskim Queen’s Club, gdzie poddał ćwierćfinałowe spotkanie z Lleytonem Hewittem z powodu kontuzji ramienia, przerywając zarazem passę 26 wygranych z rzędu spotkań. Tymczasem Federer, po przejściu na korty trawiaste, kontynuował swoją zwycięską passę – najpierw wystartował w Halle, gdzie w ćwierćfinałowym pojedynku z Olivierem Rochusem obronił cztery piłki meczowe, a w finale pokonał Tomáša Berdycha. Zwyciężając na niemieckich kortach Szwajcar pobił rekord 41 wygranych meczów z rzędu na trawie należący do Björna Borga. Do wimbledońskiego finału Federer awansował bez straty seta. W finale Szwajcar ponownie spotkał się z Rafaelem Nadalem, z którym wygrał po raz pierwszy w sezonie, zdobywając kolejny tytuł wielkoszlemowy.
Na betonowych kortach w Toronto Federer odniósł kolejny triumf, pokonując w spotkaniu o tytuł Richarda Gasqueta. Tydzień po tych zawodach Szwajcar wystartował w Cincinnati. W II rundzie pokonał go Szkot, Andy Murray, który tym samym zakończył Federerowi passę 55 pojedynków bez przegranej w Ameryce Północnej. Murray tym zwycięstwem stał się zaledwie drugim (a zarazem ostatnim) zawodnikiem w sezonie, który pokonał Szwajcara. W tym samym turnieju Nadal osiągnął ćwierćfinał. Czas po Wimbledonie był bardzo owocny również dla Đokovicia, który wygrał swój pierwszy tytuł ATP – Dutch Open Tennis, w finale pokonując Nicolás Massú. W trakcie turnieju Serb nie stracił nawet jednego seta.
Imponujący okres w karierze miał również Federer, dla którego zdobycie kolejnego tytułu US Open był zwieńczeniem wspaniałego sezonu w jego wykonaniu. Szwajcar jako pierwszy tenisista awansował do czterech wielkoszlemowych finałów w jednym sezonie od czasów Roda Lavera, który dokonał tej sztuki w 1969 roku. Mecz o tytuł zakończył się zwycięstwem Szwajcara 6:2, 4:6, 7:5, 6:1 nad Andym Roddickiem. W grudniu 2011 roku Stephen Tignor, główny autor redakcji tennis.com, uznał sezon 2006 roku Federera za drugi najlepszy sezon w Erze Open, ustępującym jedynie sezonowi 1969 roku Roda Lavera, który wygrał wówczas wszystkie cztery finały Wielkiego Szlema. Niezależnie od tego porównania, sezon 2006 roku Rogera Federera należy uznać za jeden z najlepszych w historii – Szwajcar wygrał trzy tytuły oraz jeden finał w turniejach wielkoszlemowych. Zdobywając 12 tytułów w grze pojedynczej (najwięcej od czasu Thomasa Mustera w 1995 roku i Johna McEnroe w 1984 roku). Po zakończeniu sezonu Federer miał osiągnął rekord zwycięstw 92-5 (najwięcej zwycięstw od czasu Ivana Lendla w 1982).

#### 2007
| Turniej wielkoszlemowy | Zwycięzca          | Finalista         | Wynik               |
| ---------------------- | ------------------ | ----------------- | ------------------- |
| Australian Open        | Roger Federer (10) | Fernando González | 7:6 6:4 6:4         |
| Roland Garros          | Rafael Nadal (3)   | Roger Federer     | 6:3 4:6 6:3 6:4     |
| Wimbledon              | Roger Federer (11) | Rafael Nadal      | 7:6 4:6 7:6 2:6 6:2 |
| US Open                | Roger Federer (12) | Novak Đoković     | 7:6 7:6 6:4         |

Początek 2007 roku należał do Rogera Federera. Szwajcar obronił tytuł Australian Open z sezonu 2006, pokonując 7:6(2), 6:4, 6:4 w rundzie finałowej Fernando Gonzáleza. Zwyciężając w Melbourne Federer stał się zarazem pierwszym tenisistą od 1980 roku, który wygrał wielkoszlemowy turniej bez straty seta (poprzednio dokonał tego Björn Borg). Pod koniec lutego Federer odniósł po raz czwarty zwycięstwo w Dubaju, gdzie w finale pokonał Michaiła Jużnego. W międzyczasie jego najgroźniejszy ówcześnie rywal, Rafael Nadal, rozpoczął sezon 2007 od występów w Madrasie, gdzie przegrał w dwóch setach z Xavierem Malisse, oraz w Sydney, gdzie w pierwszej rundzie poddał spotkanie z Chrisem Guccione. W Australian Open odpadł w ćwierćfinale.
Po prawie 9 miesiącach bez wygranego turnieju Nadal zdobył tytuł w zawodach w Indian Wells. W drodze do finału pokonał m.in. Juana Carlosa Ferrero oraz Andy’ego Roddicka. W finale zmierzył się z Novakiem Đokoviciem, którego ostatecznie pokonał 6:2, 7:5. W następnym turnieju tej rangi Hiszpan musiał jednak uznać wyższość młodego Serba, z którym przegrał w ćwierćfinale. Đoković potwierdził swoją wzrastającą formę, wygrywając cały turniej. W finale Miami Open pokonał Argentyńczyka, Guillermo Cañasa, 6:3, 6:2, 6:4. Tym samym Đoković stał się najmłodszym zawodnikiem w historii, który wygrał ten turniej, oraz pierwszym nastolatkiem, który tego dokonał od czasu Andre Agassiego w 1990 roku.
Europejski sezon na kortach ziemnych został jednak ponownie zdominowany przez Nadala. Hiszpan tozpoczął go od obronienia tytułów w Monte Carlo oraz w Barcelonie – w finale turnieju w Monako pokonał w dwóch setach Rogera Federera, zaś w stolicy Katalonii wygrał z Guillermo Cañasem. Następnie zwyciężył na kortach Foro Italico w Rzymie, pokonując w finale Fernando Gonzáleza. Wszystkie te imprezy wygrał po raz trzeci z rzędu. Rywalizacja w Rzymie nie była satysfakcjonująca dla Federera, który przegrał w III rundzie z Filippo Volandrim. Po tej porażce Szwajcar zakończył współpracę trenerską z Tonym Rochem, która trwała przez dwa i pół roku. W połowie maja Federer wygrał rozgrywki w Hamburgu, pokonując po raz pierwszy na kortach ziemnych Rafaela Nadala. Mecz zakończył się wynikiem 2:6, 6:2, 6:0 dla Szwajcara, który przerwał Nadalowi serię 81 wygranych z rzędu na mączce. Mecz zwiastował ciekawą rywalizację w kolejnym turnieju wielkoszlemowym w sezonie. Ostatecznie jednak Nadal nie dał szans rywalom – w półfinale pokonał przeżywającego rozkwit formy Novaka Đokovicia, a w finale lidera rankingu – Rogera Federera. Tym samym Nadal stał się drugim zawodnikiem w erze open, który wygrał French Open trzy razy z rzędu.
Trzeci z odbywających się w ciągu sezonu 2007 turniej wielkoszlemowy, Wimbledon, był zwiastunem przyszłej dominacji wielkiej trójki w męskim tenisie. Do finału trafili dwaj najlepsi ówcześnie tenisiści świata, Roger Federer oraz Rafael Nadal. Ten drugi w półfinale musiał zmierzyć się z rosnącym w siłę Novakiem Đokoviciem. Ostatecznie Serb po wygraniu pierwszego i przegraniu drugiego seta, postanowił zrezygnować z dalszej rywalizacji i oddać Nadalowi mecz walkowerem. Hiszpan w finale musiał natomiast uznać wyższość lidera rankingu, Rogera Federera, który do pokonania go potrzebował aż pięciu setów – ostatecznie Hiszpan przegrał 6–7(7–9), 6–4, 6–7(3–7), 6–2, 2–6. Zwycięstwo Szwajcara zrównało go w liczbie zwycięstw w turnieju wimbledońskim z inną legendą tenisa, Björnem Borgiem.
W turnieju Canadian Open Đoković miał szansę zrewanżować się za wimbledońskie porażki z Nadalem i Federerem – i zrobił to. W ćwierćfinale pokonał trzeciego gracza świata, Andy’ego Roddicka, a następnie dokonał rewanżu – półfinale pokonał Nadala 7–5, 6–3, a w finale pokonał Federera w fascynującym meczu, który zakończył się wynikiem 7:6(2), 2:6, 7:6(2) na korzyść zwycięzcy. Tym samym Đoković stał się pierwszym zawodnikiem od ponad dekady, a konkretnie od 1994 roku, który pokonał w jednym turnieju trzech najwyższej sklasyfikowanych w rankingu zawodników. Zwycięstwo to oznaczało, że Serb został również drugim zawodnikiem, po Tomášu Berdychu, który pokonał w swojej karierze Federera i Nadala od czasu objęcia przez nich pierwszej i drugiej pozycji w rankingu singlowym.

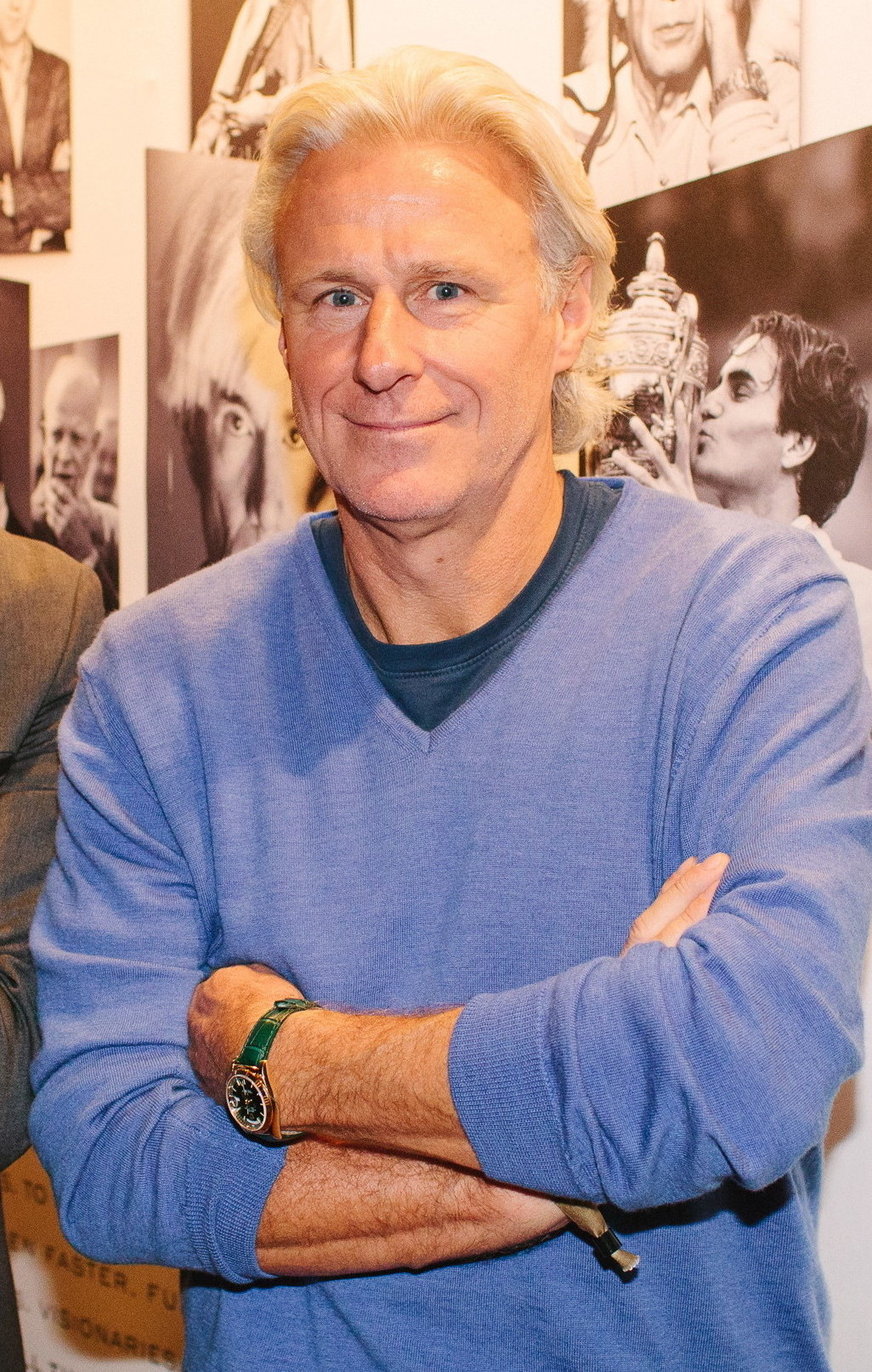
Szwedzki tenisista, Bjorn Borg, będący szóstym pod względem liczby tytułów wielkoszlemowych tenisistą, po zwycięstwie Novaka Đokovicia w Canadian Open stwierdził, że „zdecydowanie jest (on) pretendentem do wygrania Wielkiego Szlema”.

Pierwszą okazję do wygrania turnieju wielkoszlemowego Đoković miał już na US Open 2007. Rafael Nadal odpadł w tym turnieju w 4. rundzie, na drodze znajdującego się w wybitnej formie Serba do wymarzonego tytułu stał jednak najlepszy tenisista świata, Roger Federer. W finale Đoković musiał uznać wyższość trzykrotnego obrońcy tego tytułu – Szwajcar pokonał go w trzech setach 7–6(7–4), 7–6(7–2), 6–4. Tym samym Federer zapewnił sobie 6. tytuł w sezonie, 51. w ogóle. Był to jego 12. tytuł wielkoszlemowy, 4. z rzędu na US Open.
Udany sezon Đokovicia został doceniony w jego ojczyźnie. Został nagrodzoną Złotą Odznaką przez serbski dziennik, Sport. Ponadto, Komitet Olimpijski Serbii uznał go za najlepszego sportowca w państwie. Sezon 2007 był udany również dla ówczesnego najlepszego tenisisty świata. Roger Federer po raz kolejny stał się jedynym graczem w historii, który przez trzy lata (2004, 2006, 2007) wygrał trzy turnieje wielkoszlemowe w ciągu roku. Był to zarazem trzeci sezon z rzędu, w którym Federer zajmował pierwsze miejsce w rankingu przez wszystkie 52 tygodnie roku.

### 2008–2010: Đoković i Murray stawiają się Federerowi i Nadalowi

#### 2008
| Turniej wielkoszlemowy | Zwycięzca          | Finalista          | Wynik               |
| ---------------------- | ------------------ | ------------------ | ------------------- |
| Australian Open        | Novak Đoković (1)  | Jo-Wilfried Tsonga | 4:6 6:4 6:3 7:6     |
| Roland Garros          | Rafael Nadal (4)   | Roger Federer      | 6:1 6:3 6:0         |
| Wimbledon              | Rafael Nadal (5)   | Roger Federer      | 6:4 6:4 6:7 6:7 9:7 |
| US Open                | Roger Federer (13) | Andy Murray        | 6:2 7:5 6:2         |

Początek sezonu należał do Novaka Đokovicia. W pierwszym turnieju wielkoszlemowym sezonu, Australian Open, dotarł do półfinału, nie tracąc wcześniej żadnego seta. Stał się tym samym najmłodszym tenisistą w erze Open, który dotarł do tego etapu rozgrywek we wszystkich czterech turniejach wielkoszlemowych. W półfinale pokonał lidera rankingu i obrońcę tytułu, Rogera Federera. Đoković zarazem przerwał Federerowi serię 10 wielkoszlemowych finałów z rzędu, która trwała od Wimbledonu z 2005 roku. W finale Serb zmierzył się z francuskim tenisistą, Jo-Wilfriedem Tsongą, który wcześniej wyeliminował z walki o tytuł Rafaela Nadala. Ostatecznie Đoković pokonał Francuza w czterech setach: 4–6, 6–4, 6–3, 7–6(7–2). Był to pierwszy raz od 2005 roku, kiedy zwycięzcą turnieju wielkoszlemowego nie został ani Federer, ani Nadal.

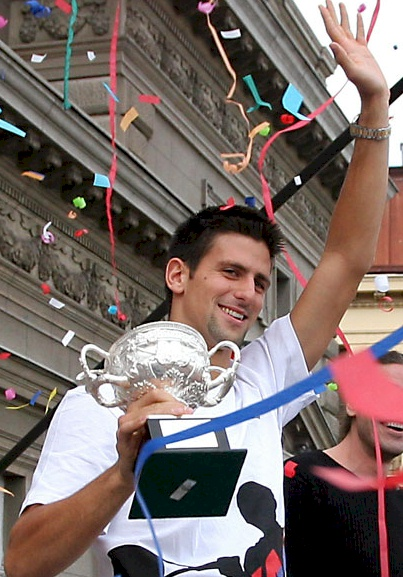
Zwyciężając Australian Open 2008, Novak Đoković przerwał passę zwycięstw Federera i Nadala w turniejach wielkoszlemowych, która trwała od 2005 roku.

Początek 2008 roku nie był łaskawy dla Rogera Federera. Szwajcar powrócił po ponad miesięcznej przerwie do gry na początku marca, w Dubaju, jednak uległ w I rundzie Andy’emu Murrayowi. Po tej porażce Federer przeszedł badania lekarskie, po których stwierdzono, że choruje na mononukleozę, najprawdopodobniej od końca grudnia 2007 roku. W połowie marca podczas rozgrywek ATP Masters Series w Indian Wells Szwajcar osiągnął półfinał, gdzie przegrał z Mardym Fishem. Lepszy wynik w turnieju osiągnął Đoković, który w ćwierćfinale turnieju pokonał obrońcę tytułu, Rafaela Nadala, a w finale Mardy’ego Fisha.
Rafael Nadal sezon na kortach twardych zakończył występem w Miami, gdzie osiągnął finał, pokonując m.in. Jamesa Blake’a i Tomáša Berdycha. W decydującym spotkaniu przegrał 4:6, 2:6 z Nikołajem Dawydienką. Dużo gorszy rezultat turnieju kończącym zmagania na kortach twardych osiągnął lider rankingu, Roger Federer. Szwajcar odpadł już w ćwierćfinale, gdzie przegrał z Andym Roddickiem. Była to jego pierwsza porażka z tym tenisistą od pięciu lat. Do kwietnia Federer nie wygrał turnieju, pierwszy raz od 2000 roku. Skłoniło to Federera do podjęcia konkretnych działań. W kwietniu, na początku sezonu gry na kortach ziemnych Federer nawiązał współpracę z hiszpańskim trenerem José Higuerasem. Pierwsze turniejowe zwycięstwo w 2008 roku Federer odniósł jeszcze w tym samym miesiącu, w Estoril, pokonując w rundzie finałowej Nikołaja Dawydienkę.
Dobre wejście w sezon na kortach ziemnych miał również Đoković, który zwyciężył w finale Italian Open, pokonując Stana Wawrinkę. Pokaz siły na tej nawierzchni pokazał Rafael Nadal – Hiszpan wygrał turniej w Monte Carlo, gdzie bronił tytułu, pokonując po drodze Davida Ferrera, Nikołaja Dawydienkę, a w finale wynikiem 7:5, 7:5 Rogera Federera. Tydzień później obronił także tytuł w Barcelonie, w finale odnosząc zwycięstwo nad Ferrerem. W obu tych imprezach zwyciężył czwarty raz z rzędu. Wystąpił również w turnieju w Hamburgu. Podobnie jak rok wcześniej dotarł tam do finału, gdzie zmierzył się z Federerem. Nadal zrewanżował się za poprzednią porażkę i wygrał 7:5, 6:7(3), 6:3. Swoją dominację na kortach ziemnych Hiszpan potwierdził występem w Rolandzie Garrosie, gdzie bez straty seta dotarł do finału, pokonując po drodze m.in. Fernando Verdasco, Nicolása Almagro i w półfinale Novaka Đokovicia. W finale zmierzył się po raz trzeci z rzędu z Rogerem Federerem. Hiszpan pokonał rywala 6:1, 6:3, 6:0 i wygrał French Open po raz czwarty z rzędu. Było to pierwsze spotkanie Szwajcara od 1999 roku, w którym przegrał seta do zera. Wraz z tą wygraną Nadal wyrównał rekord Björna Borga pod względem kolejnych wygranych imprez w Paryżu, a także pod względem wygranych spotkań z rzędu. W całej imprezie Hiszpan nie popełnił także ani jednego podwójnego błędu serwisowego.

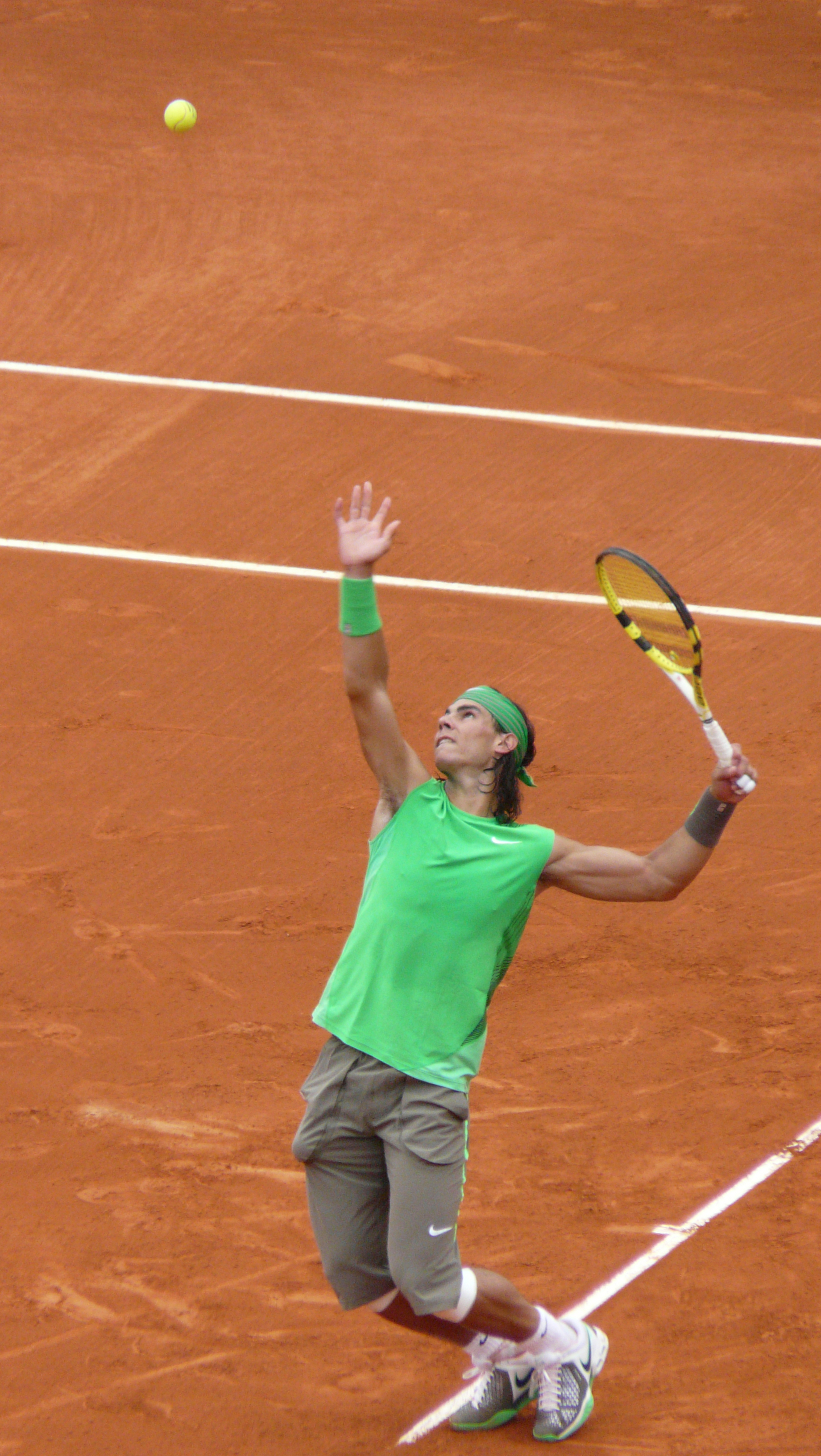
Rafael Nadal, zwyciężając we French Open 2008, wyrównał rekord Björna Borga pod względem kolejnych wygranych imprez w Paryżu.

Tydzień po zwycięstwie w Rolandzie Garrosie Nadal wystąpił w londyńskim Queen’s Club, gdzie odniósł pierwsze w karierze zwycięstwo na kortach trawiastych, pokonując w finale Novaka Đokovicia 7:6(5), 7:5. Było to pierwsze zwycięstwo odniesione przez hiszpańskiego tenisistę na tej nawierzchni od czasów Andrésa Gimeno, który w 1972 wygrał turniej w Eastbourne, oraz stał się pierwszym tenisistą, który wygrał w jednym sezonie na kortach Rolanda Garrosa i Queen’s Clubu od czasów Ilie Năstase, który dokonał tego w 1973.
Nadal kontynuował swoją zwycięską passę – występ na trawiastych kortach Wimbledonu rozpoczął od wygranej w trzech setach z Andreasem Beckiem. Następnie w czterech setach pokonał Ernestsa Gulbisa oraz wygrał następne cztery mecze bez straty seta (z Nicolasem Kieferem, Michaiłem Jużnym, Andym Murrayem oraz Rainerem Schüttlerem) i w finale zmierzył się, trzeci rok z rzędu, z Rogerem Federerem. W przeciwieństwie do ich poprzednich spotkań, według niektórych ekspertów, Federer nie był faworytem tego pojedynku – obaj wygrali turnieje poprzedzające Wimbledon i obaj prezentowali wysoką formę we wcześniejszych rundach. Hiszpan i Szwajcar rozegrali najdłuższy finał w historii Wimbledonu, dwukrotnie przerywany przez opady deszczu. Pierwsze dwa sety Hiszpan wygrał 6:4, 6:4, zaś w trzeciej partii lepszy okazał się Szwajcar, który wygrał ją 7:6(5). W tie-breaku czwartego seta Nadal miał piłkę meczową, jednak po akcji przy siatce został minięty z backhandu przez Federera, który ostatecznie wygrał tę partię 7:6(8). Przy zapadających ciemnościach Nadal zwyciężył w piątym secie 9:7 (w Wimbledonie w decydującym secie nie grało się tie-breaka). Spotkanie to odbiło się szerokim echem w mediach, które nazwały je „najlepszym finałem w historii”. Dziennik „The Guardian” opisał przemianę Nadala, który zmienił się z „króla mączki” we „władcę trawy”, a finałowy pojedynek z Federerem określił mianem „finału finałów”. „The New York Times” napisał, że finał Wimbledonu 2008 to „najwspanialszy mecz ze wszystkich kiedykolwiek rozgrywanych pojedynków tenisowych” a „The Daily Telegraph” określił spotkanie Nadala z Federerem jako „najlepszy finał w historii”. Wraz z tym zwycięstwem Nadal przerwał rekordową passę Federera 65 pojedynków wygranych z rzędu na nawierzchni trawiastej oraz po raz pierwszy w karierze wygrał dwa turnieje wielkoszlemowe z rzędu.
Tymczasem zła passa Rogera Federera się nie skończyła. W sierpniu Szwajcar podczas igrzysk olimpijskich w Pekinie awansował do ćwierćfinału. Przegrał tam jednak z Jamesem Blakiem. Rozgrywki zakończyły się zwycięstwem Nadala, który potwierdził swoją wybitną formę w sezonie. Po igrzyskach olimpijskich, 18 sierpnia 2008 roku, Rafael Nadal zastąpił Szwajcara na pozycji lidera rankingu ATP. Federer po zwycięstwie w Australian Open z 2004 roku był nieprzerwanie przez 237 tygodni (najdłużej w historii dyscypliny) liderem klasyfikacji ATP.
Na US Open Szwajcar wystartował jako zawodnik rozstawiony z nr 2. Federer awansował do finału eliminując m.in. w III rundzie po pięciosetowym meczu Igora Andriejewa. W półfinale pokonał będącego w formie Novaka Đokovicia. Spotkanie finałowe rozegrał z Andym Murrayem. Mecz zakończył się zwycięstwem Federera 6:2, 7:5, 6:2, który odniósł pierwszy w sezonie wielkoszlemowy triumf, a piąty w Nowym Jorku. Zwyciężając w US Open Szwajcar ustanowił kolejny rekord w erze open; wygrał pięć razy z rzędu dwa turnieje wielkoszlemowe (US Open 2004–2008 i Wimbledon 2003–2007). Po tych rozgrywkach José Higueras przestał być trenerem Federera. Wygrana jednego szlema w sezonie nie wystarczyła jednak Federerowi do tego, aby powrócić na pierwszą pozycję w rankingu ATP. Najlepszym zawodnikiem sezonu został Rafael Nadal, który – oprócz tytułu najlepszego tenisisty na świecie – zakończył rok z dwoma wielkimi szlemami (Roland Garros i Wimbledon) oraz z olimpijskim złotem.

#### 2009
| Turniej wielkoszlemowy | Zwycięzca             | Finalista       | Wynik                 |
| ---------------------- | --------------------- | --------------- | --------------------- |
| Australian Open        | Rafael Nadal (6)      | Roger Federer   | 7:5 3:6 7:6 3:6 6:2   |
| Roland Garros          | Roger Federer (14)    | Robin Söderling | 6:1 7:6 6:4           |
| Wimbledon              | Roger Federer (15)    | Andy Roddick    | 5:7 7:6 7:6 3:6 16:14 |
| US Open                | Juan Martín del Potro | Roger Federer   | 3:6 7:6 4:6 7:6 6:2   |

Pierwszym turniejem w jakim zagrał Novak Đoković w nowym sezonie był Brisbane zaliczany do kategorii ATP World Tour 250 rozgrywany od 5 do 11 stycznia. Była to również okazja do przesunięcia się w rankingu z trzeciego miejsca na drugie, bowiem do aktualnie drugiego tenisisty rankingu światowego – Rogera Federera, tracił on tylko 20 punktów. Serb musiał jedynie dojść o jedną rundę dalej od Rogera Federera, który w tym czasie grał w Dosze. Jednak Đoković w pierwszej rundzie zmierzył się z Łotyszem Ernestsem Gulbisem (53. miejsce w rankingu ATP). Bilans ich pojedynków wynosił 2-0 na korzyść Serba, a ostatnie spotkanie miało miejsce w ćwierćfinale turnieju ATP World Tour Masters 1000 Cincinnati w sierpniu 2008 roku. Tym razem przegrał z Gulbisem w dwóch setach 4:6, 4:6, i pozostał na 3. pozycji.
Początek sezonu 2009 roku należał do Rafaela Nadala. Podczas Australian Open Hiszpan bez straty seta doszedł do półfinału (pokonując po drodze m.in. Tommy’ego Haasa, Fernanda Gonzáleza i Gilles’a Simona). W półfinale pokonał w pięciu setach po trwającym 5 godzin i 14 minut meczu Fernando Verdasco 6:7(4), 6:4, 7:6(2), 6:7(1), 6:4. Było to zarazem najdłuższe spotkanie w historii Australian Open. W finale hiszpański tenisista spotkał się z Rogerem Federerem. Było to ich 19. spotkanie, ale pierwsze w turnieju wielkoszlemowym rozgrywanym na nawierzchni twardej. Tytuł w Australii zdobył Nadal, który wygrał w pięciu setach 7:5, 3:6, 7:6(3), 3:6, 6:2, odnosząc szóste zwycięstwo w imprezie tej rangi, lecz pierwsze na kortach twardych. Zwyciężając w Australian Open, Nadal stał się czwartym zawodnikiem w historii, który wygrał turnieje wielkoszlemowe na wszystkich trzech nawierzchniach (po Connorsie, Wilanderze i Agassim) oraz pierwszym zawodnikiem w erze open, który dzierżył na nich trzy tytuły jednocześnie. Został także pierwszym Hiszpanem, który zwyciężył w turnieju wielkoszlemowym rozgrywanym na kortach twardych.
Wiosenny cykl rozgrywek hiszpański tenisista rozpoczął od występu w Monte Carlo, gdzie zwyciężył piąty raz z rzędu, pokonując po drodze m.in. Ivana Ljubičicia i Andy’ego Murraya, a w finale w trzech setach Novaka Đokovicia. Tym samym Hiszpan stał się pierwszym zawodnikiem, który zwyciężał w jednej imprezie cyklu Masters Series przez pięć kolejnych lat. Podczas imprezy odebrał także nagrodę ATP Player of the Year, którą otrzymał za występy w poprzednim sezonie. Nadal obronił następnie tytuł w Barcelonie (tę imprezę wygrał także piąty raz z rzędu), pokonując w finale Davida Ferrera. Tydzień później był najlepszy na rzymskich kortach Foro Italico, gdzie w finale ponownie pokonał Đokovicia. Po zwycięstwie w Rzymie ATP World Tour ogłosiło, że Rafael Nadal został pierwszym tenisistą, który zakwalifikował się do kończącego sezon ATP World Tour Finals. Ostatni turniej na nawierzchni ziemnej przed wielkoszlemowym Rolandem Garrosem Nadal rozegrał w Madrycie. W półfinale kolejny raz spotkał się z Đokoviciem, z którym rozegrał najdłuższe spotkanie w historii turniejów ATP Masters Series grane do dwóch wygranych setów, które ostatecznie wygrał 3:6, 7:6(5), 7:6(9), broniąc w trzeciej partii trzech piłek meczowych. W finale zmierzył się z Federerem, któremu uległ jednak w dwóch setach 4:6, 4:6, ponosząc ze Szwajcarem drugą porażkę na kortach ziemnych.
Mimo porażki w Madrycie Hiszpan przystępował do wielkoszlemowego French Open w roli faworyta. Nadal stanął przed szansą pobicia rekordu Björna Borga czterech kolejnych zwycięstw w paryskiej imprezie. Hiszpański tenisista doszedł bez straty do czwartej rundy, gdzie przegrał 2:6, 7:6(2), 4:6, 6:7(2) z Robinem Söderlingiem, a wynik ten został określony w mediach jako jedna z największych sensacji w historii dyscypliny. Nadal przyznał, że od kilku miesięcy grał z bolącymi kolanami i pod znakiem zapytania stanął jego występ w Wimbledonie. Ostatecznie z powodu zapalenia ścięgien w obu kolanach Hiszpan nie przystąpił do obrony tytułów wywalczonych w londyńskim Queen’s Club oraz na Wimbledonie. Z powodu absencji na londyńskich kortach Nadal z dniem 6 lipca 2009 utracił prowadzenie w rankingu ATP na rzecz Federera. Trudną sytuację Hiszpana wykorzystał Szwajcar. W wielkoszlemowym Rolandzie Garrosie Federer awansował po raz czwarty z rzędu do finału. Po drodze wygrał m.in. w pięciu setach w IV rundzie z Tommym Haasem, z którym przegrywał w setach 0:2 oraz w półfinale, również po pięciosetowym pojedynku z Juanem Martínem del Potro. Spotkanie finałowe Szwajcar rozegrał z Robinem Söderlingiem, który wyeliminował wcześniej Rafaela Nadala. Mecz zakończył się zwycięstwem Szwajcara 6:1, 7:6(1), 6:4, który jako szósty tenisista w historii i trzeci w erze open (po Rodzie Laverze i Andre Agassim) skompletował karierowego wielkiego szlema. Podczas wręczania pucharu Szwajcar powiedział:

„To prawdopodobnie moje największe zwycięstwo, lub jedno z tych, które zrzuca ze mnie presję. Myślę, że teraz dopóki nie zakończę kariery mogę naprawdę grać rozważnie i ze spokojem nie słysząc już opinii, że nigdy nie wygram Rolanda Garrosa”

Po triumfie na paryskich kortach Federer zrezygnował z udziału w turnieju w Halle, podając jako przyczynę przemęczenie oraz chęć wypoczęcia przed Wimbledonem. Na londyńskich kortach Federer awansował po raz siódmy z rzędu do finału, tracąc po drodze jednego seta, w IV rundzie z Philippem Kohlschreiberem. Finałowy pojedynek Szwajcar zagrał przeciwko Andy’emu Roddickowi. Mecz, który zakończył się po 4 godz. 16 min. wygrał Federer wynikiem 5:7, 7:6(6), 7:6(5), 3:6, 16:14. Szwajcar przełamał w tym pojedynku swojego rywala raz, w ostatnim gemie w meczu, a w tie-breaku drugiego seta obronił cztery piłki setowe wygrywając partię do sześciu. Przeciwko Amerykaninowi Federer zaserwował 50 asów, najwięcej w jednym meczu w swojej karierze. W spotkaniu tym rozegrano rekordową liczbę 77 gemów w historii finałów wielkoszlemowych, a ostatni set trwał 95 min. Ponadto pojedynek ten uznano za „klasyk finałów” przez stację ESPN. Dzięki temu triumfowi Federer pobił rekord 14 wygranych turniejów wielkoszlemowych, który należał do Pete’a Samprasa i od następnego tygodnia, po 46 tygodniach przerwy awansował na 1. miejsce w rankingu ATP.
Czas przygotowań do ostatniego turnieju wielkoszlemowego w sezonie również należał do Federera, choć Đoković również mógł zaliczyć ten czas do udanych. Dwa tygodnie przed US Open Serb zaliczył udany start w turnieju na kortach twardych w Cincinnati. W pierwszej rundzie, jako rozstawiony z numerem 4, miał wolny los. W drugiej zmierzył się z Chorwatem Ivanem Ljubičiciem. Zwyciężył 7:6, 6:4. W kolejnym meczu zmierzył się z reprezentantem Francji Jérémym Chardym. W tym meczu także wygrał, tym razem w stosunku 7:5, 6:3. W ćwierćfinale przyszło mu grać także z Francuzem, Gilles’em Simonem. Po wygranej 6:4, 7;5 doszło do ekscytującej konfrontacji z powracającym po kontuzji Hiszpanem, Rafaelem Nadalem, z którym nadspodziewanie łatwo wygrał 6:1, 6:4. W finale czekał na niego Roger Federer, który pokonał Serba w dwóch setach, 6:1 7:5. W ostatnim turnieju wielkoszlemowym w sezonie, US Open, Federer również musiał zmierzyć się z Serbem, którego pokonał w półfinale. Mecz finałowy Szwajcar przegrał 6:3, 6:7(5), 6:4, 6:7(4), 2:6 z Juanem Martínem del Potro. Argentyńczyk przerwał serię 40 kolejnych wygranych na nowojorskich kortach przez Szwajcara, która trwała od 2004 roku. Był to trzeci sezon w karierze Federera (poprzednio lata 2006 i 2007), w którym osiągnął wszystkie cztery wielkoszlemowe finały. Rok 2009 po raz piąty Federer zakończył na pierwszym miejscu, wyrównując wynik Jimmy’ego Connorsa, który również pięć razy kończył sezon na pierwszej pozycji. Pod koniec grudnia Federer po raz piąty zdobył tytuł International World Champion, za powrót na pozycję lidera rankingu i zwycięstwo w dwóch turniejach wielkoszlemowych.

#### 2010
| Turniej wielkoszlemowy | Zwycięzca          | Finalista       | Wynik           |
| ---------------------- | ------------------ | --------------- | --------------- |
| Australian Open        | Roger Federer (16) | Andy Murray     | 6:3 6:4 7:6     |
| Roland Garros          | Rafael Nadal (7)   | Robin Söderling | 6:4 6:2 6:4     |
| Wimbledon              | Rafael Nadal (8)   | Tomáš Berdych   | 6:3 7:5 6:4     |
| US Open                | Rafael Nadal (9)   | Novak Đoković   | 6:4 5:7 6:4 6:2 |

Sezon 2010 Rafael Nadal rozpoczął od występu w Dosze, gdzie osiągnął finał. W decydującym spotkaniu uległ Nikołajowi Dawydience w trzech setach, nie wykorzystując w drugiej partii dwóch piłek meczowych. Podczas wielkoszlemowego Australian Open doszedł do ćwierćfinału, w którym uległ Andy’emu Murrayowi. Przy stanie 3:6, 6:7(2), 0:3 Hiszpan poddał mecz z powodu kontuzji kolana. Z powodu urazu Nadal wycofał się z halowego turnieju w Rotterdamie. W międzyczasie Roger Federer w ćwierćfinale wygrał z Nikołajem Dawydienką, a w półfinale z Jo-Wilfriedem Tsongą. W finale zmierzył się z Andym Murrayem, którego pokonał 6:3, 6:4, 7:6(11), wygrywając po raz szesnasty turniej wielkiego szlema, a czwarty w Australii. Federer wyrównał też rekord ery open Andre Agassiego w liczbie zwycięstw w Melbourne. W lutym Szwajcar zrezygnował z występu w Dubaju z powodu infekcji płuc. Sytuację wykorzystał Đoković, który wygrał cały turniej.
Kolejna część sezonu należała już do Rafaela Nadala. Hiszpan po raz szósty z rzędu zwycięstwa na kortach w Monte Carlo, poprawiając ustanowiony rok wcześniej rekord pod względem kolejnych zwycięstw w imprezie rangi ATP Masters Series. W drodze do finału pokonał m.in. Juana Carlosa Ferrero i Davida Ferrera, zaś w meczu finałowym wygrał 6:0, 6:1 z Fernando Verdasco. Po zwycięstwie w Monako Hiszpan wycofał się z turnieju w Barcelonie, gdzie wygrał wcześniej pięć razy z rzędu. W tym samym czasie Nadal przeszedł zabieg kolan, mający na celu doleczenie kontuzji, której nabawił się w Australii. Pod koniec kwietnia Hiszpan obronił tytuł w Rzymie, gdzie w finale pokonał 7:5, 6:2 Davida Ferrera. Było to jego piąte zwycięstwo na kortach Foro Italico. Nadal był także najlepszy w rozgrywanym dwa tygodnie później turnieju w Madrycie, w finale pokonując Rogera Federera 6:4, 7:6(5). Wygrywając w Madrycie, hiszpański tenisista odniósł 18. zwycięstwo w imprezie rangi Masters Series, czym pobił rekord należący do Andre Agassiego.
Nadal zakończył występy na kortach ziemnych startem w wielkoszlemowym French Open. Bez straty seta osiągnął finał, pokonując wcześniej m.in. Lleytona Hewitta, Nicolása Almagro oraz Jürgena Melzera. W decydującym spotkaniu Hiszpan zmierzył się z Robinem Söderlingiem i udanie zrewanżował się za poniesioną rok wcześniej porażkę, zwyciężając w trzech setach: 6:4, 6:2, 6:4. Było to jego siódme zwycięstwo wielkoszlemowe (piąte w Paryżu), dzięki któremu zrównał się w liczbie takich tytułów z Johnem McEnroe’em, Johnem Newcombe’em oraz Matsem Wilanderem. W związku ze słabszymi występami Rogera Federera po zwycięstwie na kortach Rolanda Garrosa Nadal ponownie objął prowadzenie w rankingu. Ponadto jako pierwszy zakwalifikował się do kończącego sezon ATP World Tour Finals. Podobnie jak w roku 2006 Hiszpan pozostał niepokonany na kortach ceglanych, odnosząc 22 kolejne zwycięstwa.
Okres gry na kortach trawiastych Federer zaczął od rozgrywek w Halle. Szwajcar doszedł do finału, w którym został pokonany po raz pierwszy od 15 spotkań przez Lleytona Hewitta. Była to pierwsza porażka Federera na niemieckich kortach od 2002 roku, kiedy to uległ w półfinale Nicolasowi Kieferowi. Wimbledon Szwajcar zaczął od wygranej z Alejandro Fallą, z którym przegrywał w setach 0:2. Kolumbijczyk nie wykorzystał również prowadzenia w czwartej partii, kiedy to serwował przy stanie 5:3 na zwycięstwo w pojedynku. W II fazie po czterosetowym meczu wyeliminował Iliję Bozoljaca, a w III i IV rundzie bez straty seta Arnauda Clémenta i Jürgena Melzera. Mecz ćwierćfinałowy rozegrał z Tomášem Berdychem, któremu uległ 4:6, 6:3, 1:6, 4:6. Po tej porażce Szwajcar spadł na 3. miejsce w rankingu ATP – najniższe od listopada 2003 roku. Tę sytuację wykorzystał Nadal, który w ćwierćfinale w czterech setach pokonał Robina Söderlinga, zaś w półfinale bez straty seta Andy’ego Murraya, awansując do finału, w którym zmierzył się z Tomášem Berdychem. Hiszpański tenisista wygrał 6:3, 7:5, 6:4, powtarzając osiągnięcie z 2008 roku.
Pod koniec lipca Federer nawiązał współpracę z wieloletnim trenerem Pete’a Samprasa (znanym również ze współpracy z Timem Henmanem), Paulem Annaconem. Annacone, związany kontraktem z Brytyjską Federacją Tenisową do października 2010 roku, został do czasu wygaśnięcia umowy zatrudniony przez Federera na okres próbny. Niedługo później triumfował po raz czwarty w Cincinnati, zwyciężając po raz siedemnasty w rozgrywkach ATP World Tour Masters 1000. Podczas US Open Federer bez straty seta osiągnął półfinał, po wcześniejszym zwycięstwie m.in. z Robinem Söderlingiem. Spotkanie o finał rozegrał z Novakiem Đokoviciem, z którym przegrał 7:5, 1:6, 7:5, 2:6, 5:7, nie wykorzystując dwóch piłek meczowych w piątym secie. W finale  Đoković spotkał się z Rafaelem Nadalem. Ostatecznie to Hiszpan wygrał opóźnione (finał odbył się w poniedziałek zamiast w niedzielę) i przerywane przez opady deszczu spotkanie 6:4, 5:7, 6:4, 6:2 i skompletował Karierowego Wielkiego Szlema oraz Karierowego Złotego Wielkiego Szlema. Został on zarazem najmłodszym zawodnikiem w erze open, który dokonał tej sztuki oraz pierwszym, który wygrał w jednym roku trzy turnieje wielkoszlemowe na wszystkich trzech nawierzchniach. Wraz z tym zwycięstwem Nadal zapewnił sobie zakończenie roku na pozycji lidera rankingu.

### 2011–2013: Czas wielkiej czwórki

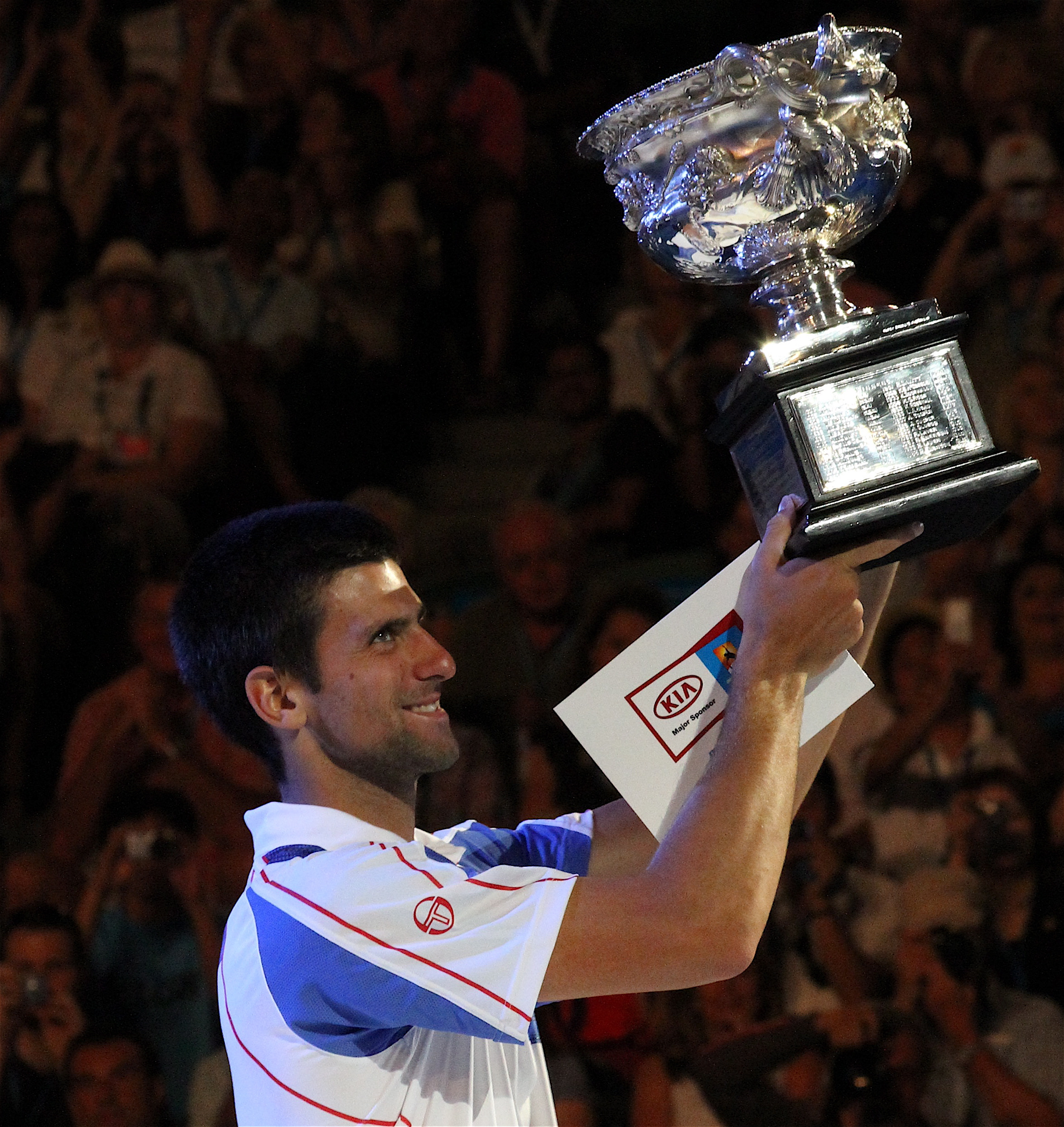
Novak Djokovic po wygraniu Australian Open w 2011

#### 2011
| Turniej wielkoszlemowy | Zwycięzca         | Finalista     | Wynik           |
| ---------------------- | ----------------- | ------------- | --------------- |
| Australian Open        | Novak Đoković (2) | Andy Murray   | 6:4 6:2 6:3     |
| Roland Garros          | Rafael Nadal (10) | Roger Federer | 7:5 7:6 5:7 6:1 |
| Wimbledon              | Novak Đoković (3) | Rafael Nadal  | 6:4 6:1 1:6 6:3 |
| US Open                | Novak Đoković (4) | Rafael Nadal  | 6:2 6:4 6:7 6:1 |

Podczas Australian Open obrońca tytułu sprzed roku, Rafael Nadal, bez straty seta doszedł do ćwierćfinału, pokonując m.in. Feliciano Lópeza i Marina Čilicia. Widoczne było jednak, że hiszpański tenisista nie doszedł do pełni sił po przebytej w Azji chorobie. W ćwierćfinale Nadal spotkał się z rodakiem Davidem Ferrerem. Podczas trzeciego gema w pierwszym secie Hiszpan nadciągnął ścięgno podkolanowe, przez co musiał zejść do szatni i skorzystać z pomocy lekarza. Uraz okazał się być na tyle poważny, że uniemożliwił grę na najwyższym poziomie. Wyraźnie unikał stawania na lewej drodze, co nie pozwalało na swobodne operowanie backhandem oraz prowadzenie długich wymian zza linii końcowej. Ostatecznie Ferrer wygrał 6:4, 6:2, 6:3. Sytuację wykorzystał Đoković, który w półfinale pokonał Rogera Federera, a następnie w finale zmierzył się z Andym Murrayem, którego pokonał w trzech setach: 6:4 6:2 6:3. Bardzo dobry występ Murraya oraz fakt, że był on pierwszym od bardzo dawna Brytyjczykiem, który potrafił być w formie na przestrzeni całego sezonu, doprowadziło do wykreowania się sformułowania wielkiej czwórki (ang. Big Four), do którego wliczano Federera, Nadala, Đokovicia oraz Murraya.
Tymczasem zła passa Federera się nie kończyła. Pod koniec lutego Federer doszedł do finału w Dubaju, gdzie ponownie nie sprostał Đokoviciowi. W marcu Federer wystartował w Indian Wells, awansując do półfinału. Spotkanie o finał imprezy przegrał z Đokoviciem. Podczas zawodów w Miami Szwajcar uzyskał kolejny półfinał, w którym nie sprostał Rafaelowi Nadalowi. Tymczasem początek sezonu w jak najlepszy sposób starał się wykorzystać Đoković, który wygrał turnieje w Dubaju, w Indian Wells, w Miami, w Belgradzie, w Madrycie, oraz w Rzymie. Na drugim turnieju wielkoszlemowym w sezonie Serb spotkał się w półfinale z Rogerem Federerem. Spotkanie półfinałowe Szwajcar zakończył zwycięsko w czterech setach 7:6(5), 6:3, 3:6, 7:6(5), przerywając tym samym serię Serba 43 wygranych meczów z rzędu. Mecz finałowy Szwajcar rozegrał z Rafaelem Nadalem, z którym przegrał 5:7, 6:7(3), 7:5, 1:6. Hiszpan zdobył tym samym dziesiąty wielkoszlemowy tytuł w karierze. Zwycięstwem tym wyrównał również rekord Björna Borga sześciu triumfów we French Open.
Krótki okres rozgrywek na kortach trawiastych Nadal rozpoczął od występu na londyńskich kortach Queen’s Clubu, gdzie, podobnie jak rok wcześniej, osiągnął ćwierćfinał. Dzięki temu wynikowi Hiszpan zakwalifikował się do kończącego sezon turnieju ATP World Tour Finals. Tydzień później Nadal przystąpił do obrony wywalczonego rok wcześniej tytułu na wielkoszlemowym Wimbledonie. Bez straty seta osiągnął czwartą rundę, w której zmierzył się Juanem Martínem del Potro. Pod koniec pierwszej partii tego spotkania, Nadal doznał urazu lewej kostki i niezbędna była interwencja lekarza. Ostatecznie Hiszpan wygrał w czterech setach, a przeprowadzone po meczu badania wykazały, że będzie mógł kontynuować udział w turnieju (kolejne rundy grał ze znieczuleniem). W czterech setach wygrał także pojedynki ćwierćfinałowy i półfinałowy (z Mardym Fishem i Andym Murrayem) osiągając piąty w karierze finał Wimbledonu. Zmierzył się w nim po raz piąty w sezonie z Novakiem Đokoviciem i poniósł piątą porażkę, przegrywając 4:6, 1:6, 6:1, 3:6. Serb przerwał jednocześnie serię 20 kolejnych zwycięstw Nadala na kortach Wimbledonu. Była to pierwsza porażka Nadala w wielkoszlemowym finale od 2007 roku i dzień później Hiszpan spadł na drugie miejsce w rankingu ATP.
W międzyczasie Federer starał się przerwać swoją złą passę. W sierpniu, podczas amerykańskiego US Open Series, Szwajcar wystartował w Montrealu, gdzie został wyeliminowany w III rundzie po raz kolejny w sezonie przez Jo-Wilfrieda Tsongę. W Cincinnati Federer poniósł porażkę w ćwierćfinale z Tomášem Berdychem. Na US Open szwajcarski tenisista osiągnął półfinał. Po drodze zdołał wyeliminować Jo-Wilfrieda Tsongę, natomiast w półfinale nie sprostał Novakowi Đokoviciowi, który wygrał 6:7(7), 4:6, 6:3, 6:2, 7:5. W ostatnim secie pojedynku Federer nie wykorzystał dwóch piłek meczowych. Tym samym Szwajcar po raz pierwszy od 2002 roku nie zwyciężył w turnieju wielkoszlemowym na przestrzeni całego sezonu. Umocniony tym zwycięstwem Đoković pokonał w finale Rafaela Nadala, zwyciężając 6:2 6:4 6:7 7:1.
Pod koniec sezonu Federer zdołał wreszcie przełamać swoją złą passę. Jesienią wystartował w Bazylei, gdzie wygrał cały turniej, po blisko dziesięciomiesięcznej przerwie, od czasu zwycięstwa ze stycznia w Dosze. W drodze po tytuł Szwajcar pokonał m.in. Andy’ego Roddicka, natomiast w finale Keiego Nishikoriego. W swoim kolejnym starcie Federer wygrał po raz pierwszy w karierze turniej ATP World Tour Masters 1000 w Paryżu. Zawody Szwajcar zakończył bez straty seta po zwycięstwach m.in. nad Tomášem Berdychem, a w finale z Jo-Wilfriedem Tsongą. Triumfując w Paryżu Federer wygrał zarazem po piętnastu miesiącach przerwy imprezę kategorii ATP World Tour Masters 1000. Ostatni w sezonie turniej Federer rozegrał w Londynie, podczas zawodów ATP World Tour Finals. Turniej zakończył się zwycięstwem Federera, który nie poniósł porażki, pokonując w grupie Jo-Wilfrieda Tsongę, Rafaela Nadala oraz Mardy’ego Fisha. W półfinale wyeliminował Davida Ferrera, natomiast w finale ponownie wygrał z Tsongą, rezultatem 6:3, 6:7(6), 6:3. Szwajcar zwyciężył w imprezie po raz szósty, wyprzedzając Ivana Lendla i Pete’a Samprasa, którzy triumfowali w zawodach pięciokrotnie. Sezon Federer zakończył na 3. miejscu w zestawieniu ATP oraz z serią 17 zwycięstw z rzędu.

#### 2012
| Turniej wielkoszlemowy | Zwycięzca          | Finalista     | Wynik               |
| ---------------------- | ------------------ | ------------- | ------------------- |
| Australian Open        | Novak Đoković (5)  | Rafael Nadal  | 5:7 6:4 6:2 6:7 7:5 |
| Roland Garros          | Rafael Nadal (11)  | Novak Đoković | 6:4 6:3 2:6 7:5     |
| Wimbledon              | Roger Federer (17) | Andy Murray   | 4:6 7:5 6:3 6:4     |
| US Open                | Andy Murray        | Novak Đoković | 7:6 7:5 2:6 3:6 6:2 |

Rok 2012 Federer rozpoczął od turnieju w Dosze. Szwajcar doszedł do półfinału, w którym poddał spotkanie walkowerem Jo-Wilfriedowi Tsondze z powodu urazu pleców, którego doznał w meczu II rundy z Gregą Žemlją. Podczas Australian Open tenisista szwajcarski dotarł do półfinału, po wcześniejszym zwycięstwie m.in. z Juanem Martínem del Potro, przeciwko któremu rozegrał swój 1000 mecz w karierze. Spotkanie o awans do finału Federer przegrał w czterech setach z Rafaelem Nadalem. Hiszpan przerwał zarazem Federerowi serię 24 kolejnych wygranych pojedynków, a także pokonał go jako pierwszy od blisko pięciu miesięcy. W meczu o mistrzostwo, Rafael Nadal zmierzył się z obrońcą tytułu sprzed roku, Novakiem Đokoviciem. Mecz na twardych kortach w Melbourne Park trwał pięć godzin i 53 minuty i był najdłuższym wielkoszlemowym finałem w historii. W pojedynku górą był Serb, który pokonał rywala 5:7, 6:4, 6:2, 6:7(5), 7:5. Po meczu świat obiegły obrazy z ceremonii wręczenia nagród, w czasie której obydwaj gracze słaniali się na nogach ze zmęczenia, a organizatorzy dopiero po dłuższym czasie podali zawodnikom krzesła, aby mogli komfortowo odpocząć.
W kolejnym turnieju rangi Masters w Miami Serb również odniósł zwycięstwo. W trakcie turnieju nie odniósł straty ani jednego seta. W finale pokonał Szkota Andy’ego Murraya 6:1, 7:6(4). Było to trzecie zwycięstwo Đokovicia w tym turnieju. W turnieju Masters w Monte Carlo zdołał dojść do finału. W ostatnim meczu uległ Rafaelowi Nadalowi 3:6, 1:6. Wygrywając po raz ósmy z rzędu na kortach w Monte Carlo został pierwszym tenisistą w erze open, który wygrał jeden turniej osiem razy z rzędu. Hiszpan także wysunął się na prowadzenie pod względem wygranych turniejów Masters, wyprzedzając ze swoimi 20 zwycięstwami Rogera Federera. W finale zawodnik z Majorki przerwał passę siedmiu kolejnych porażek z Novakiem Đokoviciem i pokonał Serba 6:3, 6:1. Następnie Nadal obronił tytuł w Barcelonie, gdzie triumfował po raz siódmy w karierze, stając się pierwszym zawodnikiem mającym na koncie co najmniej siedem triumfów w dwóch różnych imprezach. W czerwcu Nadal wziął udział w wielkoszlemowym French Open, którego wygrał po raz siódmy w karierze. Do finału wszedł bez straty seta. Spotkał się w nim z Novakiem Đokoviciem. Rafael Nadal w finałowym pojedynku zwyciężył wynikiem 6:4, 6:3, 2:6, 7:5.
Dobra passa Nadala zakończyła się na Wimbledonie, gdzie odpadł w 2. rundzie. Tymczasem Đoković awansował do półfinału, gdzie przegrał z Federerem. Szwajcar wykorzystał brak największych rywali w finale i po dwóch i pół roku przerwy zdobył swój kolejny – siedemnasty – tytuł wielkoszlemowy. Zarazem był to jego siódmy tytuł na londyńskich kortach, czym wyrównał rekord Pete’a Samprasa i Williama Renshawa w liczbie zwycięstw w turnieju. Wraz z zakończeniem zawodów Federer po raz trzeci powrócił na pozycję lidera rankingu ATP, czym najpierw wyrównał, a w kolejnym notowaniu dnia 16 lipca pobił osiągnięcie Samprasa 286 tygodni spędzonych na szczycie klasyfikacji.
Na przełomie lipca i sierpnia Federer brał udział w olimpijskim turnieju rozgrywanym podczas Letnich Igrzysk Olimpijskich 2012. W grze pojedynczej osiągnął finał zawodów. W początkowych rundach pokonał Alejandra Fallę, Juliena Benneteau i Denisa Istomina, a w pojedynku ćwierćfinałowym zwyciężył z Johnem Isnerem. Spotkanie półfinałowe rozegrał z Juanem Martínem del Potro, a skończyło się ono zwycięstwem Federera 3:6, 7:6(5), 19:17. W meczu o złoty medal, podobnie jak w finale Wimbledonu, spotkał się z reprezentantem gospodarzy Andym Murrayem. Szwajcar tym razem przegrał 2:6, 1:6, 4:6.
Na ostatnim turnieju wielkoszlemowym w sezonie, US Open, Federer doszedł do ćwierćfinału, w którym został wyeliminowany przez Tomáša Berdycha. Była to pierwsza porażka w ćwierćfinale Federera od ośmiu lat na kortach twardych podczas zawodów wielkoszlemowych. Ostatni przegrany mecz Szwajcara na nawierzchni twardej przed półfinałem miał miejsce w 2003 roku na US Open. Sytuacji nie wykorzystał Nadal, który nie brał udziału w turnieju ze względu na kontuzję, a także Đoković, który w finale spotkał się z Andym Murrayem. Pojedynek rozegrano w poniedziałek, a zakończył się on przegraną Serba 6:7(10), 5:7, 6:2, 6:3, 2:6. Mimo porażki, dobra passa Đokovicia trwała. W październiku Serb zdobył trofeum w turnieju rozgrywanym w Pekinie. W finale pokonał tam Jo-Wilfrieda Tsongę 7:6(4), 6:2. Tydzień później wystąpił w turnieju ATP World Tour Masters 1000 w Szanghaju. W finale zmierzył się z Andym Murrayem i zrewanżował mu się za porażkę na US Open; pokonał go wynikiem 5:7, 7:6(11), 6:3.
W turnieju kończącym sezon ATP World Tour Finals Serb znalazł się w grupie A. Wygrał wszystkie mecze, pokonując kolejno Jo-Wilfrieda Tsongę 7:6(4) 6:3, Andy’ego Murraya 4:6 6:3 7:5 i Tomáša Berdycha 6:2 7:6(6). W półfinale zmierzył się z Juanem Martínem del Potro, z którym wygrał 4:6 6:3 6:2. Natomiast w finale pokonał Rogera Federera 7:6(6) 7:5. Tym samym Đoković wygrał swój drugi turniej ATP World Tour Finals oraz trzydziesty czwarty turniej singlowy ATP w karierze. Sezon zakończył na pierwszej pozycji w rankingu.

#### 2013
| Turniej wielkoszlemowy | Zwycięzca         | Finalista     | Wynik           |
| ---------------------- | ----------------- | ------------- | --------------- |
| Australian Open        | Novak Đoković (6) | Andy Murray   | 6:7 7:6 6:3 6:2 |
| Roland Garros          | Rafael Nadal (12) | David Ferrer  | 6:3 6:2 6:3     |
| Wimbledon              | Andy Murray       | Novak Đoković | 6:4 7:5 6:4     |
| US Open                | Rafael Nadal (13) | Novak Đoković | 6:2 3:6 6:4 6:1 |

Pod koniec grudnia 2012 roku Rafael Nadal zapowiedział swoją absencję podczas turniejów w Dausze oraz w Melbourne, którą spowodowała choroba wirusowa żołądka uniemożliwiająca Hiszpanowi odpowiednie przygotowanie się do zawodów. Tenisista oznajmił przy tym, że planuje powrót do profesjonalnych rozgrywek pod koniec lutego w Acapulco, zaznaczając, że bierze pod uwagę możliwość udziału w turnieju mniejszej rangi przed tym terminem. Nieobecność Majorkanina na Australian Open skutkowała opuszczeniem przez niego czołowej czwórki rankingu singlowego, w której znajdował się nieprzerwanie od 2005 roku.
Đoković natomiast rozpoczął sezon 2013 od udziału razem z Aną Ivanović w rozgrywkach Pucharu Hopmana. Reprezentanci Serbii wygrali wszystkie mecze fazy grupowej, a w finale ulegli Hiszpanom wynikiem 2-1. Dwa tygodnie później wystąpił w Australian Open, gdzie był najwyżej rozstawionym zawodnikiem. W pierwszej rundzie pokonał Paula-Henriego Mathieu 6:2, 6:4, 7:5, a w drugim spotkaniu wygrał z Ryanem Harrisonem 6:1, 6:2, 6:3. W kolejnym spotkaniu zwyciężył z Radkiem Štěpánkiem 6:4, 6:3, 7:5. W następnym meczu po pięciogodzinnym pojedynku pokonał Szwajcara Stanislasa Wawrinkę 1:6, 7:5, 6:4, 6:7, 12:10. W ćwierćfinale zwyciężył z Tomášem Berdychem 6:1, 4:6, 6:1, 6:4, a w meczu o finał wygrał z Davidem Ferrerem 6:2, 6:2, 6:1. W finale pokonał Andy’ego Murraya 6:7(2), 7:6(3), 6:3, 6:2, po raz czwarty w karierze i trzeci z rzędu zdobywając tytuł w Australian Open. Został w ten sposób pierwszym tenisistą w erze otwartej, który triumfował w zawodach trzy razy z rzędu.
Po Australian Open, w czasie którego przegrał w półfinale, Roger Federer wystartował w Indian Wells, gdzie osiągnął ćwierćfinał rozgrywek. W spotkaniu o półfinał po raz 19. w karierze przegrał z Nadalem. Mecz zakończył się wynikiem 4:6, 2:6. Nie wziął udziału w kolejnych turniejach, Miami i Monte Carlo, ogłaszając, że planuje dwumiesięczną przerwę od zawodowego tenisa, którą przeznaczy na spędzenie czasu razem z rodziną i przygotowanie do dalszej części sezonu. Sytuację wykorzystali jego dwaj najwięksi rywale. Zarówno Nadal, jak i Đoković dotarli do finału w Monte Carlo. Ostatecznie mecz finałowy zakończył się zwycięstwem Đokovicia, który pokonał ośmiokrotnego triumfatora turnieju wynikiem 6:2, 7:6(1).
Turniej wielkoszlemowy French Open Đoković zaczął jako najwyżej rozstawiony zawodnik. W pierwszej rundzie pokonał Davida Goffina 7:6(5), 6:4, 7:5. W drugim spotkaniu poradził sobie z Guido Pellą 6:2, 6:0, 6:2. W trzeciej rundzie wygrał z Grigorem Dimitrowem 6:2, 6:2, 6:3, a w kolejnym spotkaniu pokonał Philippa Kohlschreibera 4:6, 6:3, 6:4, 6:4. Na etapie ćwierćfinałowym zmierzył się z Tommym Haasem, wygrywając z nim 6:3, 7:6(5), 7:5. W meczu o finał uległ Rafaelowi Nadalowi 4:6, 6:3, 1:6, 7:6(3), 7:9, który następnie wygrał cały turniej. Hiszpan po raz ósmy triumfował na kortach Stade Roland Garros, czego nikt inny w erze open nie dokonał. Mimo osiągniętego wyniku, Hiszpan spadł w rankingu singlowym o jedną pozycję na rzecz pokonanego rodaka.
Pierwszy w sezonie turniej na nawierzchni trawiastej Federer rozegrał w Halle, gdzie zatriumfował po raz szósty w całej karierze. W drodze po pierwszy w sezonie tytuł wyeliminował m.in. w półfinale Tommy’ego Haasa, natomiast w finale pokonał 6:7(5), 6:3, 6:4, Michaiła Jużnergo. Na Wimbledonie pokonał w pierwszej rundzie Victora Hănescu 6:3, 6:2, 6:0, lecz przegrał 7:6(5), 6:7(5), 5:7, 6:7(5) w kolejnym spotkaniu z Serhijem Stachowskim. Była to pierwsza porażka Szwajcara przed osiągnięciem ćwierćfinału na kortach w Londynie od 2002 roku. Jeszcze wcześniej, bo zaledwie w 1. rundzie, z Wimbledonem pożegnał się Nadal. Tymczasem w turnieju bardzo dobrze radził sobie Đoković. W ćwierćfinale pokonał Tomáša Berdycha 7:6(5), 6:4, 6:3. Na etapie półfinałowym zmierzył się z Juanem Martínem del Potro, z którym wygrał 7:5, 4:6, 7:6(2), 6:7(6), 6:3. W finale uległ 4:6, 5:7, 4:6 Andy’emu Murrayowi, dla którego było to pierwsze zwycięstwo w Wimbledonie.
Tymczasem zła passa Federera się nie kończyła. Po Wimbledonie Szwajcar zdecydował się na starty w Hamburgu i w Gstaad w ramach testowania nowego sprzętu, rakiety Wilson z 98-calową główką, większą o 8 cali od poprzedniej rakiety. W Hamburgu Szwajcar dotarł do półfinału pokonany przez Federico Delbonisa, a w Gstaad poniósł porażkę już w II rundzie z Danielem Brandsem. Podczas amerykańskiego US Open Series Federer zagrał w Cincinnati, awansując do ćwierćfinału, w którym po raz kolejny w sezonie nie sprostał Rafaelowi Nadalowi, przegrywając tym razem 7:5, 4:6, 3:6. Na US Open Szwajcar odpadł z rywalizacji w IV rundzie po tym, jak wyeliminował go Tommy Robredo, z którym przed spotkaniem Federer miał bilans 10–0. Sytuację wykorzystali dwaj najwięksi rywale Szwajcara, Nadal i Đoković, którzy dotarli do finału ostatniej wielkoszlemowej imprezy w sezonie. W finale Nadal pokonał Serba 6:2 3:6 6:4 6:1.

### 2014: Zatrzymanie dominacji na Wielkich Szlemach
| Turniej wielkoszlemowy | Zwycięzca         | Finalista     | Wynik               |
| ---------------------- | ----------------- | ------------- | ------------------- |
| Australian Open        | Stan Wawrinka     | Rafael Nadal  | 6:3 6:2 3:6 6:3     |
| Roland Garros          | Rafael Nadal (14) | Novak Đoković | 3:6 7:5 6:2 6:4     |
| Wimbledon              | Novak Đoković (7) | Roger Federer | 6:7 6:4 7:6 5:7 6:4 |
| US Open                | Marin Čilić       | Kei Nishikori | 6:3 6:3 6:3         |

Aby przerwać swoją złą passę, Roger Federer tuż przed rozpoczęciem sezonu do sztabu szkoleniowego zatrudnił wielokrotnego zdobywcę tytułów wielkoszlemowych, przedstawiciel stylu serw-wolej, Stefan Edberg. Szwajcar rozpoczął sezon 2014 od udziału w zawodach w Brisbane. Awansował w nich do finału, w którym przegrał 1:6, 6:4, 3:6 z Lleytonem Hewittem w ich 27. pojedynku. W rozgrywkach deblowych Federer awansował razem z Nicolasem Mahutem do półfinału. Zawody wielkoszlemowe w Melbourne zainaugurował triumfem nad Jamesem Duckworthem. W następnych rundach pokonał bez straty seta Blaža Kavčiča, dzięki czemu ustanowił rekord wygranych meczów podczas Australian Open, i Tejmuraza Gabaszwilego. W meczu czwartej rundy wygrał z Jo-Wilfriedem Tsongą 6:3, 7:5, 6:4. Ćwierćfinałowym rywalem Federera był Andy Murray, którego pokonał 6:3, 6:4, 6:7(6), 6:3. W spotkaniu o finał zmierzył się z Rafaelem Nadalem. Szwajcar przegrał po tie-breaku i dwóch setach przegranych do trzech gemów. Awans do finału tych zawodów pozwolił Stanislasowi Wawrince odebrać Rogerowi Federerowi miano pierwszej rakiety kraju, które ten dzierżył nieprzerwanie od 2001 roku. Pozostała dwójka z wielkiej trójki również nie mogła zaliczyć Australian Open 2014 roku za turniej, który spełniłby ich oczekiwania. Obrońca tytułu, Đoković, choć do ćwierćfinału awansował bez straty seta, pokonując m.in. Fabia Fogniniego, to nie zdołał obronić tytułu, w ćwierćfinale przegrał bowiem ze Stanem Wawrinką 6:2, 4:6, 2:6, 6:3, 7:9. Za to Rafael Nadal, choć trafił do finału, nie zdołał zatrzymać będącego w formie Wawrinki, przegrywając 3:6 2:6 6:3 3:6. Był to pierwszy (i zarazem jedyny) finał wielkoszlemowy, w którym Hiszpan rywalizował z tenisistą nienależącym do wielkiej trójki, który to finał Nadal przegrał.
Pomimo faktu, że nie obronił wielkoszlemowego tytułu w Australii, Đoković w kolejnych turniejach potwierdzał dobrą formę. W turnieju w Monte Carlo pokonał trzech Hiszpanów Alberta Montañésa, Pabla Carreño-Bustę i Guillerma Garcíę Lópeza, dwóm pierwszym oddając po jednym gemie. W półfinale przegrał z Federerem 5:7, 2:6. W zawodach w Rzymie Đoković zwyciężył. W drodze po tytuł pokonał m.in. Davida Ferrera, Milosa Raonica i Rafaela Nadala 4:6, 6:3, 6:3 w finale. Turniej wielkoszlemowy French Open zaczął jako drugi najwyżej rozstawiony zawodnik. W pierwszej rundzie pokonał João Sousę 6:1, 6:2, 6:4. W drugim spotkaniu poradził sobie z Jérémym Chardym 6:1, 6:4, 6:2. W trzeciej rundzie wygrał z Marinem Čiliciem 6:3, 6:2, 6:7(2), 6:4, a w kolejnym spotkaniu pokonał Jo-Wilfrieda Tsongę, wygrywając z nim 6:1, 6:4, 6:1. Na etapie ćwierćfinałowym zmierzył się z Milosem Raonicem, wygrywając z nim 7:5, 7:6(5), 6:4. W meczu o finał pokonał Ernestsa Gulbisa 6:3, 6:3, 3:6, 6:3. W spotkaniu mistrzowskim przegrał z niekwestionowanym królem mączki, Rafaelem Nadalem 6:3, 5:7, 2:6, 4:6.
Roger Federer rozpoczął okres gry na nawierzchni trawiastej od udziału w finale zawodów w Halle w konkurencji zarówno singla, jak i debla. W grze pojedynczej pokonał w meczu mistrzowskim Alejandro Fallę 7:6(2), 7:6(3), odnosząc siódmy triumf w tym turnieju. W grze podwójnej razem z Marco Chiudinellim przegrali w ostatnim spotkaniu z Andre Begemannem i Julianem Knowle 6:1, 5:7, 10–12 mimo posiadania czterech piłek meczowych. Na Wimbledonie Federer osiągnął finał po raz dziewiąty. Do spotkania mistrzowskiego stracił jednego seta – w meczu ze Stanislasem Wawrinką. W pojedynku finałowym przegrał z Novakiem Đokoviciem 7:6(7), 4:6, 6:7(4), 7:5, 4:6.
Ostatni turniej wielkoszlemowy nie poszedł po myśli każdego z tenisistów należących do wielkiej trójki. Roger Federer doszedł do półfinału, eliminując m.in. w ćwierćfinale Gaëla Monfilsa, którego pokonał 4:6, 3:6, 6:4, 7:5, 6:2. W czwartym secie Szwajcar obronił dwie piłki meczowe, a także był to dziewiąty mecz w jego karierze, gdy odrobił stratę dwóch setów. W spotkaniu o udział w finale zagrał z Marinem Čiliciem, któremu uległ w trzech setach. Tymczasem Đoković awansował do ćwierćfinału turnieju bez straty seta. W meczu ćwierćfinałowym pokonał Andy’ego Murraya 7:6(1), 6:7(1), 6:2, 6:4. W spotkaniu o finał został pokonany przez Keiego Nishikoriego 4:6, 6:1, 6:7(4), 3:6.
Końcówka sezonu 2014 roku należał do Đokovicia. Serb wygrał zawody w Pekinie, pokonując w nich m.in. Grigora Dimitrowa, Andy’ego Murraya i Tomáša Berdycha. W całym turnieju nie stracił seta. W Szanghaju lider rankingu singlowego przegrał w spotkaniu półfinałowym z Federerem, późniejszym triumfatorem, wynikiem 4:6, 4:6. W ostatnim w sezonie turnieju rangi ATP World Tour Masters 1000 w Paryżu ponownie nie stracił seta w drodze po tytuł. W ćwierćfinale pokonał Murraya 7:5, 6:2, a w kolejnych dwóch meczach wygrał 6:2, 6:3 z Nishikorim i Raonicem. W kończącym sezon turnieju Barclays ATP World Tour Finals Novak Đoković wygrał wszystkie mecze fazy grupowej (Wawrinka, Berdych, Čilić), kończąc ją ze stanem gemów 36–9. W półfinale triumfował nad Keim Nishikorim 6:1, 1:6, 6:0, a finałowy mecz wygrał dzięki walkowerowi Rogera Federera. Sezon zakończył jako lider rankingu.

### 2015–2016: Dominacja Novaka Đokovicia

#### 2015
| Turniej wielkoszlemowy | Zwycięzca          | Finalista     | Wynik           |
| ---------------------- | ------------------ | ------------- | --------------- |
| Australian Open        | Novak Đoković (8)  | Andy Murray   | 7:6 6:7 6:3 6:0 |
| Roland Garros          | Stan Wawrinka      | Novak Đoković | 4:6 6:4 6:3 6:4 |
| Wimbledon              | Novak Đoković (9)  | Roger Federer | 7:6 6:7 6:4 6:3 |
| US Open                | Novak Đoković (10) | Roger Federer | 6:4 5:7 6:4 6:4 |

Początek sezonu 2015 roku również należał do Đokovicia. Rozpoczął sezon 2015 od zwycięstw 6:2, 6:1 odniesionych nad Dušanem Lajoviciem i Serhijem Stachowskim i porażki 7:6(2), 6:7(6), 4:6 z Ivem Karloviciem w Dosze. W Melbourne Serb nie stracił seta aż do meczu półfinałowego, gdy pokonał obrońcę tytułu Stana Wawrinkę 7:6(1), 3:6, 6:4, 4:6, 6:0. W swoim piątym finale w Australian Open po raz trzeci pokonał Andy’ego Murraya, tym razem wynikiem 7:6(5), 6:7(4), 6:3, 6:0. Był to jego ósmy wielkoszlemowy triumf.
Zwycięstwo Serba w pierwszym turnieju wielkoszlemowym w 2015 roku było tylko zwiastunem jego kolejnych sukcesów. Po wygranej w Australii dotarł do półfinału turnieju w Dubaju, gdzie w ostatnim meczu przegrał z Rogerem Federerem 3:6, 5:7, lecz wziął odwet na Nimitz w pierwszym w sezonie turnieju rangi ATP World Tour Masters 1000, pokonując Szwajcara w trzech setach w Indian Wells, odnosząc tym samym swoje jubileuszowe, 50. zwycięstwo w zawodach ATP World Tour. W Miami Đoković odniósł kolejne zwycięstwo, broniąc tym samym tytułu zdobytego rok wcześniej. W meczu mistrzowskim pokonał Andy’ego Murraya 7:6(3), 4:6, 6:0. W marcu Serb zwyciężył także w dwóch pojedynkach w ramach rozgrywek Grupy Światowej Pucharu Davisa – jednym singlowym i jednym deblowym.
Trzecie z rzędu zwycięstwo w zawodach kategorii ATP World Tour Masters 1000 odnotował w Monte Carlo na kortach ceglanych. W ćwierćfinale wygrał z Marinem Čiliciem 6:0, 6:3, zaś w półfinale pokonał ośmiokrotnego triumfatora rozgrywek Rafaela Nadala 6:3, 6:3. W ostatnim spotkaniu triumfował nad Tomášem Berdychem 7:5, 4:6, 6:3. Zwycięską passę kontynuował w Rzymie, broniąc tytuł z poprzedniego sezonu. W drodze do półfinału rozegrał trzy trzysetowe pojedynki. W finale pokonał Federera 6:4, 6:3. Udział we French Open rozpoczął od czterech kolejnych meczów, w których nie stracił seta. Podobny wynik zanotował w ćwierćfinale, pokonawszy Rafaela Nadala, który bronił paryskiego tytułu. W półfinale Serb zwyciężył Andy’ego Murraya po pięciosetowym pojedynku, przerywanym w międzyczasie z powodu zapadającego zmroku i nadciągającej burzy. W finale tenisista musiał uznać wyższość Stana Wawrinki, któremu uległ 6:4, 4:6, 3:6, 4:6.
Po sezonie na mączce przyszedł czas na sezon na trawie. Po raz kolejny dobry start w tej części sezonu miał Federer. Pierwszy w sezonie turniej na nawierzchni trawiastej Szwajcar rozegrał tradycyjnie w Halle, ponownie kończąc go triumfem. W meczu, po którym otrzymał trofeum zawodów po raz ósmy, pokonał Andreasa Seppiego 7:6(1), 6:4. W początkowej fazie Wimbledonu siedmiokrotny mistrz zawodów stracił jednego seta w spotkaniu z Samem Grothem. W ćwierćfinale zwyciężył z Gilles’em Simonem 6:3, 7:5, 6:2, a w półfinale 7:5, 7:5, 6:4 z Andym Murrayem. W finale, podobnie jak rok wcześniej, przegrał z Đokoviciem. Mecz zakończył wynikiem 6:7(1), 7:6(10), 4:6, 3:6. Był to trzeci wimbledoński mecz o tytuł Szwajcara, który nie zakończył się jego wygraną. Federer jednak miał szansę niedługo później zrewanżować się rywalowi. W Cincinnati, gdzie zwyciężył po raz siódmy w karierze, w finale zmierzył się z Đokoviciem pokonując go 7:6(1), 6:3, tym samym wrócił na druga pozycję w rankingu ATP.
Đoković w 2015 roku przeżywał znakomity sezon. Udowodnił to w końcówce sezonu. Podczas US Open pokonał kolejno João Souzę, Andreasa Haidera-Maurera, Andreasa Seppiego, Roberto Bautistę-Aguta, Feliciano Lópeza, obrońcę tytułu Marina Čilica, a w finałowym spotkaniu ponownie spotkał się z Federerem, wygrywając wynikiem 6:4, 5:7, 6:4, 6:4, tym samym zdobywając 10. wielkoszlemowy tytuł w karierze, w tym drugi na kortach USTA Billie Jean King National Tennis Center. W pierwszym tygodniu października po raz czwarty z rzędu wygrał rozgrywany w Pekinie China Open, pokonując Rafaela Nadala 6:2, 6:2. W kolejnym swoim występie zwyciężył w ATP World Tour Masters 1000 w Szanghaju wygrywając w finałowym pojedynku z Jo-Wilfriedem Tsongą 6:2, 6:4.
Đoković ATP World Tour Finals Serb trafił do grupy „Stana Smitha”, wspólnie z Nishikorim, Federerem i Berdychem. W meczu z Japończykiem stracił dwa gemy, kolejnym przeciwnikiem był Szwajcar (przed rozpoczęciem turnieju bilans zwycięstw obu tenisistów wynosił 21–21), lecz przegrał 5:7, 2:6. W ostatnim meczu grupowym wygrał z Czechem 6:3, 7:5. W walce o finał Serbowi przyszło walczyć z rozstawionym z piątką Rafaelem Nadalem, z którym wygrał 6:3, 6:3. W meczu mistrzowskim zagrał drugi raz z Federerem, ale tym razem w trzecim spotkaniu ATP World Tour Finals z ich udziałem pokonał sześciokrotnego zwycięzcę finału sezonu 6:3, 6:4 i po raz piąty, a czwarty z rzędu mógł podnieść trofeum dla zwycięzcy.

#### 2016
| Turniej wielkoszlemowy | Zwycięzca          | Finalista     | Wynik           |
| ---------------------- | ------------------ | ------------- | --------------- |
| Australian Open        | Novak Đoković (11) | Andy Murray   | 6:1 7:5 7:6     |
| Roland Garros          | Novak Đoković (12) | Andy Murray   | 3:6 6:1 6:2 6:4 |
| Wimbledon              | Andy Murray        | Milos Raonic  | 6:4 7:6 7:6     |
| US Open                | Stan Wawrinka      | Novak Đoković | 6:7 6:4 7:5 6:3 |

Początek 2016 roku również należał do Đokovicia. Serb sezon rozpoczął od dobrze obsadzonego turnieju w Dosze, który wygrał, a w każdym z rozegranych spotkań nie stracił chociażby seta. W meczu mistrzowskim stracił jedynie trzy gemy z ówczesną piątą rakietą świata, Rafaelem Nadalem.
W następnym tygodniu Serb nie pojawił się na kortach, by od kolejnego rozpocząć występ w wielkoszlemowym Australian Open, dla którego był to 12. udział w tej imprezie i piąty raz, kiedy był najwyżej rozstawiony. Pierwsze trzy pojedynki zakończył z zerowym dorobkiem setów straconych, w 1/8 finału dopiero po pięciu setach pokonał rozstawionego z nr 14 Gilles’a Simona. Począwszy od ćwierćfinału lider rankingu ATP odzyskał pewność gry, pokonując po drodze m.in. Japończyka Keiego Nishikoriego, Rogera Federera (w dotychczasowych 44 pojedynkach obaj panowie zwyciężyli po 22 razy), by w ostatnim meczu po trwającym 2 godziny i 53 minuty meczu zwyciężyć nad Andym Murrayem, stając się pierwszym tenisistą w erze open, który sześciokrotnie wygrywał turniej rozgrywany w Melbourne i drugi raz obronił tytuł.
Rywale Đokovicia nie mogli uznać początku 2016 roku za udany. Rafael Nadal odpadł na Australian Open już w pierwszej rundzie, wywołując sensację. Roger Federer natomiast mierzył się z kontuzją kolana. Już po Australian Open, w lutym, przeszedł operację i nie brał udziału w turniejach aż do kwietnia 2016 roku. Tymczasem Đoković pomógł swojej reprezentacji pokonać Kazachów 3:2 w pierwszej rundzie Pucharu Davisa. Podczas turnieju w Indian Wells w drodze do kolejnego, 62. zwycięstwa na zawodowych kortach pokonał m.in. w 1/8 finału Lópeza, Philippa Kohlschreibera, Jo-Wilfrieda Tsongę, Rafaela Nadala, natomiast w meczu o tytuł w dwóch setach pokonał Milosa Raonica 6:2, 6:2. Na początku maja nie miał sobie równych na mączce w Madrycie, w którym pokonał Andy’ego Murraya, a ten zrewanżował się tydzień później na rzymskich kortach Foro Italico, gdzie Serb przegrał 3:6, 3:6.
Na French Open zdecydowanym faworytem do zwycięstwa był król mączki, czyli Rafael Nadal. Hiszpan jednak wycofał się z rywalizacji w trzeciej rundzie. Tymczasem Đoković kontynuował swoją dobrą passę. W finale spotkał się z Murrayem. Serb po ponad trzech godzinach gry wygrał z Brytyjczykiem 3:6, 6:1, 6:2, 6:4, notując czwarty wielkoszlemowy tytuł z rzędu i przekraczając jako pierwszy tenisista w historii 100 milionów $. Tenisista jako ósmy w historii skompletował Karierowego Wielkiego Szlema.
Wimbledon jednak nie był łaskawy dla żadnego z przedstawicieli wielkiej trójki. Đoković przegrał w trzeciej rundzie, notując swoją najwcześniejszą porażkę wielkoszlemową w karierze od siedmiu lat. Rafael Nadal, ze względu na kontuzję, w ogóle w Wimbledonie nie wystartował. Najlepiej na turnieju wypadł Federer, który dotarł do półfinału. W wyniku odnowienia się jego kontuzji kolana, przegrał go. Niedługo później ogłosił, że postanowił nie startować aż do końca 2016 roku w żadnych turniejach, chcąc skupić się na rehabilitacji.
Rywale Federera nie wykorzystali jednak swoich szans. Na Igrzyskach Olimpijskich Đoković przegrał w pierwszej rundzie, Nadal – w meczu o brązowy medal. Nie lepiej wyglądał rezultat na ostatnim wielkoszlemowym turnieju sezonu, US Open. Nadal przegrał w czwartej rundzie. Tym samym zakończył sezon bez żadnego wielkoszlemowego zwycięstwa (a nawet bez żadnego ćwierćfinału) od 2004 roku. Đoković dotarł do finału imprezy, ale ostatecznie przegrał w nim ze Stanem Wawrinką. Z powodu rezultatów na US Open oraz w następnych turniejach stracił swoją pozycję lidera w rankingu ATP.

### 2017–2018: Kolejna odsłona rywalizacji Federera i Nadala

#### 2017
| Turniej wielkoszlemowy | Zwycięzca          | Finalista      | Wynik               |
| ---------------------- | ------------------ | -------------- | ------------------- |
| Australian Open        | Roger Federer (18) | Rafael Nadal   | 6:4 3:6 6:1 3:6 6:3 |
| Roland Garros          | Rafael Nadal (15)  | Stan Wawrinka  | 6:2 6:3 6:1         |
| Wimbledon              | Roger Federer (19) | Marin Čilić    | 6:3 6:1 6:4         |
| US Open                | Rafael Nadal (16)  | Kevin Anderson | 6:3 6:3 6:4         |

Zła passa Đokovicia trwała nadal. Choć Serbowi udało się obronić tytuł w Dosze, to jego występ na pierwszym turnieju wielkoszlemowym w sezonie był bardzo nieudany. Przegrał w drugiej rundzie ze 117. rakietą świata, Denisem Isotominem. Był to pierwszy raz od dziesięciu lat, kiedy Đoković nie dotarł przynajmniej do ćwierćfinału tej imprezy, a także pierwszy raz, kiedy przegrał z zawodnikiem spoza pierwszej setki rankingu ATP.
Początek sezonu 2017 był natomiast bardzo udany dla Rogera Federera. Szwajcarowi (którego wysyłano na emeryturę i wmawiano, że jego czas na profesjonalnych kortach się skończył i już nigdy nie wygra żadnych ważnych tytułów) udało się osiągnąć bardzo dobry wynik na Australian Open. Został najstarszym mężczyzną od Jimmy’ego Connorsa w 1991 roku, który brał udział w półfinale turnieju wielkoszlemowego. W półfinale Federer pokonał Wawrinkę, dzięki czemu został najstarszym od Kena Rosewalla mężczyzną, który wziął udział w finale turnieju wielkoszlemowego. W decydującym meczu Australian Open spotkał się z jednym ze swoich największych rywali, Rafaelem Nadalem. Federer wygrał to spotkanie w pięciu setach, dzięki czemu wygrał swój pierwszy tytuł wielkoszlemowy od 2012 roku. Ponadto, po raz pierwszy pokonał Nadala w turnieju wielkoszlemowym poza Wimbledonem. Zwycięstwo umożliwiło Szwajcarowi powrót do pierwszej dziesiątki rankingu ATP.
Rafael Nadal jednak również mógł być zadowolony z przebiegu sezonu 2017. Pokonując w finale Szwajcara, Stana Wawrinkę 6:2 6:3 6:1, wygrał swój dziesiąty tytuł Rolanda Garrosa. Tym samym wygrał swój pierwszy tytuł wielkoszlemowy od 2014 roku.
W międzyczasie problemy Đokovicia trwały nadal. Po zwolnieniu poprzedniego trenera, 21 maja 2017 roku ogłosił, że do jego sztabu dołączył Andre Agassi. Na Wimbledonie dotarł do ćwierćfinału, jednak musiał zrezygnować z dalszej walki o trofeum z powodu kontuzji łokcia. W wyniku tego 26 lipca Serb ogłosił, że opuści resztę sezonu, aby skupić się na rehabilitacji. W ćwierćfinale Wimbledonu odpadł również Nadal, przegrywając pięciosetowy pojedynek z Gillesem Müllerem. Sytuację wykorzystał Federer, który wygrał turniej, pokonując w finale Marina Čilicia. Szwajcar stał się drugim tenisistą w erze Open, który wygrał ten turniej wielkoszlemowy bez straty seta, po Björnie Borgu w 1976 roku.
Ostatni turniej wielkoszlemowy w sezonie, US Open, wygrał Nadal. W finale pokonał Kevina Andersona. Tym samym 2017 rok stał się pierwszym rokiem od 2013 roku, kiedy Hiszpan wygrał dwa turnieje wielkoszlemowe w ciągu jednego sezonu. To właśnie Nadal zakończył sezon na pierwszej pozycji w rankingu ATP. Również jeden z jego najważniejszych rywali, Roger Federer, mógł uznać sezon za udany. Rok 2017 był jednym z lepszych w jego karierze. Statystycznie był to najlepszy sezon Szwajcara od 2007 roku.

#### 2018
| Turniej wielkoszlemowy | Zwycięzca          | Finalista             | Wynik               |
| ---------------------- | ------------------ | --------------------- | ------------------- |
| Australian Open        | Roger Federer (20) | Marin Čilić           | 6:2 6:7 6:3 3:6 6:1 |
| Roland Garros          | Rafael Nadal (17)  | Dominic Thiem         | 6:4 6:3 6:2         |
| Wimbledon              | Novak Đoković (13) | Kevin Anderson        | 6:2 6:2 7:6         |
| US Open                | Novak Đoković (14) | Juan Martín del Potro | 6:3 7:6 6:3         |

Początek sezonu 2018 zarówno dla Đokovicia, jak i dla Nadala przebiegł pod znakiem zdrowia. Serb przeszedł operację łokcia, a Hiszpan musiał się mierzyć z kontuzją biodra. W międzyczasie Federer doszedł do finału Australian Open, w którym pokonał Marina Čilicia w pięciu setach. Tym samym zdobył swój dwudziesty tytuł wielkoszlemowy w karierze. Następnie, po zwycięstwie w Rotterdamie, Szwajcar ponownie stał się numerem jeden w rankingu ATP, stając się (w wieku 36 lat i 195 dni) najstarszym zawodnikiem, który tego dokonał. W marcu Szwajcar wziął udział w Indian Wells, gdzie wygrał w półfinale z Chungiem Hyeonem. Tym samym rozpoczął rok od siedemnastu zwycięstw z rzędu, najlepiej w swojej karierze. Ostatecznie Federer przegrał w finale, a następnie w drugiej rundzie Miami został pokonany przez Juana Martina del Potro. Szwajcar ogłosił następnie, że zdecydował się opuścić cały sezon na mączce, również Roland Garros. Dzięki temu Nadal odzyskał pozycję lidera rankingu ATP.
Tymczasem Đoković wciąż próbował dojść do formy. W turnieju w Madrycie udało mu się po raz pierwszy od 10 miesięcy pokonać gracza z pierwszej dziesiątki rankingu ATP. I chociaż przegrał w kolejnej, drugiej rundzie turnieju, był to dobry zwiastun następnych miesięcy rywalizacji. Sam Serb przyznał: To było dokładnie to, czego potrzebowałem, dla mojej pewności siebie. W międzyczasie Rafael Nadal wygrał Roland Garros, a tym samym swój siedemnasty tytuł w karierze.
Federer sezon na nawierzchni trawiastej zaczął od triumfu w Stuttgarcie. Następnie został finalistą w Halle, ulegając w ostatnim pojedynku Bornie Ćoriciowi i kończąc serię dwudziestu meczów bez przegranej na trawie. W drugiej rundzie tegoż turnieju obronił dwie piłki meczowe w trzecim secie z Benoîtem Paire. Na Wimbledonie Federer nie obronił zwycięstwa z sezonu 2017, będąc wyeliminowanym w ćwierćfinale przez Kevina Andersona. Prowadząc 2:0 w setach i z meczbolem w kolejnym secie przegrał ostatecznie 6:2, 7:6(5), 5:7, 4:6, 11:13. Tymczasem dwaj najwięksi rywale Federera spotkali się w półfinale tej wielkoszlemowej imprezy. Po pięciu godzinach i siedemnastu minutach Đoković pokonał Nadala, a następnie wygrał finał, wygrywając tym samym swój trzynasty tytuł wielkoszlemowy w karierze. Dzięki zwycięstwu awansował o 11 miejsc w rankingu ATP i po raz pierwszy od października 2017 roku powrócił do pierwszej dziesiątki.
Następnie Đoković po raz pierwszy od trzech lat zagrał w Cincinnati. W finale turnieju pokonał Federera. Dzięki temu zwycięstwu Serb stał się pierwszym (a także jak do tej pory również jedynym) zawodnikiem w historii, który wygrał wszystkie dziewięć turniejów ATP Masters przynajmniej raz w swojej karierze.
Dobra passa trwała nadal, ponieważ to właśnie Serb wygrał kolejny z wielkoszlemowych turniejów, czyli US Open. W finale w trzech setach pokonał Juana Martina del Potro, zdobywając swój czternasty tytuł wielkoszlemowy w karierze. Dzięki swoim dobrym występom w drugiej połowie 2018 roku powrócił na pozycję lidera rankingu ATP. W międzyczasie Federer w Bazylei zdobył 99 tytuł w karierze oraz zagrał po raz czternasty w finale tych zawodów, ustanawiając rekord ery open w liczbie rozegranych finałów w jednym turnieju. W całym sezonie 2018 Federer osiągnął bilans meczów 50–10, wygrał cztery tytuły i był na 3. miejscu w klasyfikacji ATP podczas ostatniego w roku notowania. Uhonorowany w listopadzie po raz szesnasty z rzędu nagrodą ATPWorldTour.com Fans’ Favorite.

### 2019: Dominacja Đokovicia i Nadala

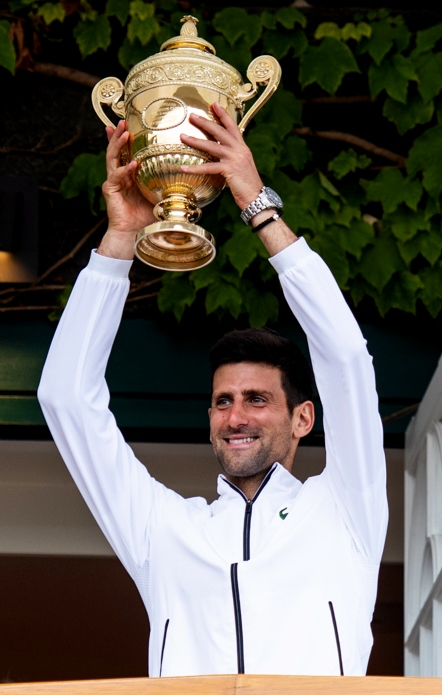
Novak Djokovic po wygraniu Wimbledonu w 2019

#### 2019
| Turniej wielkoszlemowy | Zwycięzca          | Finalista          | Wynik                 |
| ---------------------- | ------------------ | ------------------ | --------------------- |
| Australian Open        | Novak Đoković (15) | Rafael Nadal       | 6:3 6:2 6:3           |
| Roland Garros          | Rafael Nadal (18)  | Dominic Thiem      | 6:3 5:7 6:1 6:1       |
| Wimbledon              | Novak Đoković (16) | Roger Federer      | 7:6 1:6 7:6 4:6 13:12 |
| US Open                | Rafael Nadal (19)  | Daniił Miedwiediew | 7:5 6:3 5:7 4:6 6:4   |

W pierwszym wielkoszlemowym turnieju sezonu Đoković pokonał Rafaela Nadala w trzech setach. Nadal postanowił wycofać się z Indian Wells i Miamo z powodu kontuzji prawego biodra. Pierwszy turniej w sezonie wygrał dopiero na swojej ulubionej nawierzchni, na mączce w Rzymie, gdzie w finale zrewanżował się za porażkę w finale Australian Open i pokonał Đokovicia. Dobra passa trwała, ponieważ zwyciężył również na swoim ulubionym turnieju, Rolandzie Garrosie. Pobił wówczas rekord Margaret Court w liczbie wygranych tytułów singlowych na tym samym wielkoszlemowym turnieju.
Na Wimbledonie Nadal przegrał w ćwierćfinale z Federerem, który z kolei, mimo posiadania piłek mistrzowskich, przegrał w finale z Đokoviciem po czterech godzinach i pięćdziesięciu siedmiu minutach gry. Koniec sezonu należał jednak do Nadala. Hiszpan na Rogers Cup pobił rekord Federera wynoszący 378 zwycięstw w turniejach Masters. Po raz pierwszy w swojej karierze obronił tytuł na innej nawierzchni niż ziemna. Ponadto, wygrał ostatni w sezonie turniej wielkoszlemowy, US Open. W finale pokonał Daniiła Miedwiediewa 7:5 6:3 5:7 4:6 6:4.

### 2020–2021: Nadal i Đoković zrównują się z Federerem

#### 2020
| Turniej wielkoszlemowy | Zwycięzca                           | Finalista                           | Wynik                               |
| ---------------------- | ----------------------------------- | ----------------------------------- | ----------------------------------- |
| Australian Open        | Novak Đoković (17)                  | Dominic Thiem                       | 6:4 4:6 2:6 6:3 6:4                 |
| Roland Garros          | Rafael Nadal (20)                   | Novak Đoković                       | 6:0 6:2 7:5                         |
| Wimbledon              | odwołane z powodu pandemii COVID-19 | odwołane z powodu pandemii COVID-19 | odwołane z powodu pandemii COVID-19 |
| US Open                | Dominic Thiem                       | Alexander Zverev                    | 2:6 4:6 6:4 6:3 7:6                 |

Sezon 2020 był nietypowym sezonem ze względu na trwającą wówczas pandemię COVID-19. Wiele turniejów zostało odwołanych, między innymi Wimbledon. Spośród turniejów wielkoszlemowych, które się odbyły Australian Open wygrał Đoković (pokonując w pięciu setach Dominika Thiema), Roland Garros wygrał Nadal (pokonując w trzech setach Đokovicia), a US Open wygrał Dominic Thiem (pokonując w pięciu setach Alexandra Zvereva).

#### 2021
| Turniej wielkoszlemowy | Zwycięzca          | Finalista          | Wynik               |
| ---------------------- | ------------------ | ------------------ | ------------------- |
| Australian Open        | Novak Đoković (18) | Daniił Miedwiediew | 7:5 6:2 6:2         |
| Roland Garros          | Novak Đoković (19) | Stefanos Tsitsipas | 6:7 2:6 6:3 6:2 6:4 |
| Wimbledon              | Novak Đoković (20) | Matteo Berrettini  | 6:7 6:4 6:4 6:3     |
| US Open                | Daniił Miedwiediew | Novak Đoković      | 6:4 6:4 6:4         |

Australian Open w sezonie 2021 odbył się bez Rogera Federera, który odpoczywał po operacji kolana. Nadal przegrał na pierwszym turnieju wielkoszlemowym z piątym zawodnikiem na świecie, Stefanosem Tsitsipasem. Turniej wygrał Đoković, który w finale w trzech setach pokonał Daniiła Miedwiediewa. 1 marca Serb wyrównał rekord Federera wynoszący 310 tygodni na pozycji lidera rankingu ATP, a następnie go pobił. Sezon na nawierzchni ziemnej, będący zawsze domeną Nadala, Hiszpan zakończył wygraną dwóch turniejów, w Barcelonie i Rzymie. Nie udało mu się jednak obronić tytułu na Roland Garros. W półfinale przegrał z Đokoviciem, który triumfował w całym turnieju. W finale Serb pokonał Stefanosa Tsitsipasa, broniąc wcześniej punktu mistrzowskiego, który miał Grek w trzecim secie. Tym samym Đoković stał się trzecim tenisistą, który wygrał wszystkie cztery turnieje wielkoszlemowe przynajmniej dwa razy, a także pierwszym, który dokonał tego w erze Open.
Na kolejnym turnieju wielkoszlemowym, Wimbledonie, Roger Federer doszedł do ćwierćfinału, tym samym w wieku 40 lat stając się najstarszym ćwierćfinalistą Wimbledonu w erze Open. W ćwierćfinale zmierzył się z Polakiem, rozstawionym wówczas z numerem czternastym, Hubertem Hurkaczem. Federer został pokonany w trzech setach, a ostatni przegrał do 0. Całe spotkanie zakończyło się wynikiem 6:3 7:6 6:0. Był to pierwszy raz w karierze Federera, kiedy przegrał seta 0:6 na Wimbledonie, a także drugi w karierze jedynym zawodnikiem, który był wcześniej w stanie wygrać z Federerem seta 0:6 był Nadal na jego ulubionym turnieju, Rolandzie Garrosie. Następnie Federer ogłosił, że ze względu na swoje zdrowie, nie wie, kiedy powróci do zawodowych rozgrywek. Przyszłość pokazała, że spotkanie z Hurkaczem było jego ostatnim w zawodowej karierze. Wimbledon wygrał Đoković, który w czterech setach pokonał w finale Matteo Berrettiniego. Tym samym Serb zdobył swój szósty tytuł na Wimbledonie, a także zrównał się z Federerem i Nadalem w liczbie 20 tytułów wielkoszlemowych. Wygrywając US Open, Đoković mógł zakończyć sezon ze wszystkimi czterema tytułami wielkoszlemowymi. W finale uległ jednak Daniiłowi Miedwiediewowi.

### 2022–2023: Federer kończy karierę, Nadal i Đoković biją rekord wszech czasów

#### 2022
| Turniej wielkoszlemowy | Zwycięzca          | Finalista          | Wynik               |
| ---------------------- | ------------------ | ------------------ | ------------------- |
| Australian Open        | Rafael Nadal (21)  | Daniił Miedwiediew | 2:6 6:7 6:4 6:4 7:5 |
| Roland Garros          | Rafael Nadal (22)  | Casper Ruud        | 6:3 6:3 6:0         |
| Wimbledon              | Novak Đoković (21) | Nick Kyrgios       | 4:6 6:3 6:4 7:6     |
| US Open                | Carlos Alcaraz     | Casper Ruud        | 6:4 2:6 7:6 6:3     |

#### 2023
| Turniej wielkoszlemowy | Zwycięzca          | Finalista          | Wynik               |
| ---------------------- | ------------------ | ------------------ | ------------------- |
| Australian Open        | Novak Đoković (22) | Stefanos Tsitsipas | 6:3 7:6 7:6         |
| Roland Garros          | Novak Đoković (23) | Casper Ruud        | 7:6 6:3 7:5         |
| Wimbledon              | Carlos Alcaraz     | Novak Đoković      | 1:6 7:6 6:1 3:6 6:4 |
| US Open                | Novak Đoković (24) | Daniił Miedwiediew | 6:3 7:6 6:3         |

### 2024–2025: Koniec pewnej ery

#### 2024
| Turniej wielkoszlemowy | Zwycięzca      | Finalista          | Wynik               |
| ---------------------- | -------------- | ------------------ | ------------------- |
| Australian Open        | Jannik Sinner  | Daniił Miedwiediew | 3:6 3:6 6:4 6:4 6:3 |
| Roland Garros          | Carlos Alcaraz | Alexander Zverev   | 6:3 2:6 5:7 6:1 6:2 |
| Wimbledon              | Carlos Alcaraz | Novak Đoković      | 6:2 6:2 7:6         |
| US Open                | Jannik Sinner  | Taylor Fritz       | 6:3 6:4 7:5         |

W styczniu 2024 roku Đoković wziął udział w Australian Open. W półfinale niespodziewanie uległ Jannikowi Sinnerowi. Włoch pokonał Serba w czterech setach 6:1 6:2 6:7 6:3. Po meczu sam Włoch nie krył zaskoczenia słabą dyspozycją Serba (który popełnił w meczu aż 54 niewymuszonych błędów). W pomeczowym wywiadzie Sinner przyznał: „Przez dwa sety wydawało mi się, że on nie czuje się dobrze na korcie, więc starałem się nieustannie wywoływać na nim presję”. Sensacją było również to, że w całym meczu Đoković nie był w stanie doprowadzić nawet do jednego Break Pointu przy serwisie rywala. Sinner, pokonując Serba, równocześnie zakończył jego 33-meczową serię zwycięstw z rzędu na kortach w Melbourne.
Następne turnieje również nie poszły po myśli Serba. W Indian Wells przegrał w 3. rundzie z lucky loserem, Lucą Nardi, w Monte-Carlo odpadł w półfinale po meczu z Casperem Ruudem, w Italian Open przegrał z Chilijczykiem, Alejandro Tabilo, a w Geneva Open uległ Czechowi, Tomášowi Macháčowi. Mimo niepowodzeń, przewaga punktowa sprawiała, że Đoković wciąż pozostawał na pierwszym miejscu w rankingu.
Drugi turniej wielkoszlemowy w sezonie również nie padł łupem Đokovicia. Serb wycofał się z turnieju z powodu kontuzji kolana. Było to bardzo znaczące wydarzenie, ponieważ ostatni raz, kiedy dwa turnieje wielkoszlemowe z rzędu nie zostały wygrane przez zawodnika z wielkiej trójki, wydarzył się aż osiem lat wcześniej, w 2016 roku. Po zabiegu kolana priorytetem dla Serba stał się Wimbledon, gdzie doszedł do finału. W nim walczył nie tylko o zdobycie pucharu, ale również o wyrównanie należącego do Rogera Federera rekordu ośmiu zwycięstw w tym turnieju oraz o swój 25. wielkoszlemowy tytuł. Ostatecznie jednak przegrał z Hiszpanem, Carlosem Alcarazem 2:6 2:6 6:7.

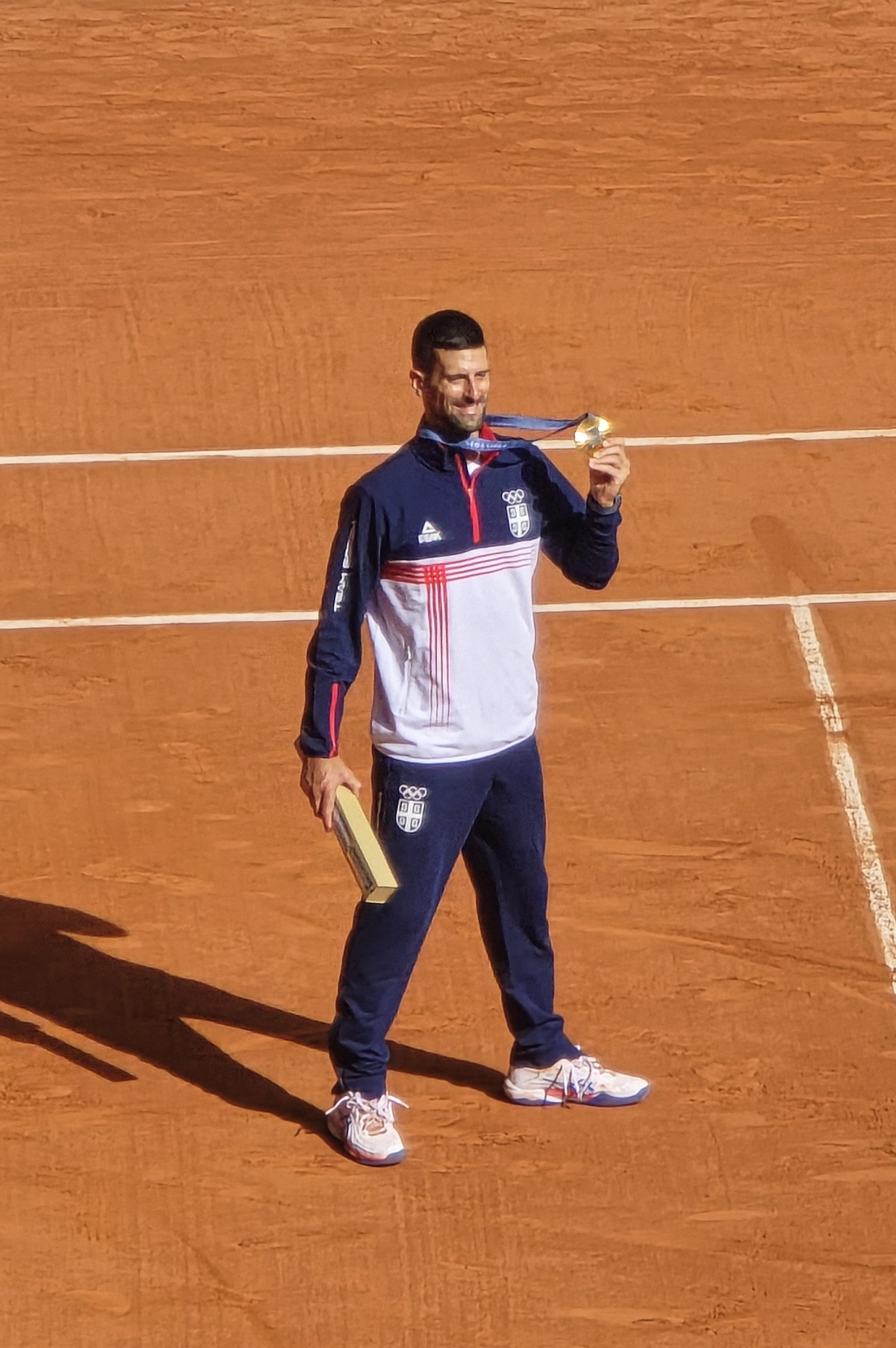
Novak Đoković po zdobyciu olimpijskiego złota (2024)

Kolejnym po Wimbledonie turniejem, w którym Serb wziął udział, były Igrzyska Olimpijskie odbywające się w Paryżu. Spośród wszystkich turniejów, w jakich do tamtej pory Đoković wziął udział, igrzyska olimpijskie były jedynymi, których nie wygrał. Dla Serba (mającego już wówczas brązowy medal igrzysk olimpijskich) cel był więc jasny – złoto. W 2. rundzie musiał zmierzyć się z jednym ze swoich największych rywali, „królem gliny”, Rafaelem Nadalem. Spotkanie było uznawane za posiadające ogromny potencjał, jednak Serb nie pozostawił Hiszpanowi żadnych złudzeń, pokonując go 6:1 6:4. Po pokonaniu w ćwierćfinale Stefanosa Tsitsipasa, a w półfinale Lorenzo Musettiego, Serb w finale musiał zmierzyć się ze swoim pogromcą z Wimbledonu, Carlosem Alcarazem. Ostatecznie Đoković pokonał Hiszpana w dwóch setach 7:6 7:6. Zdobywając złoty medal, Serb ukończył karierowego złotego szlema (stając się trzecim mężczyzną, który tego dokonał, po Andre Agassim i Rafaelu Nadalu) i karierowego super szlema (będąc drugim mężczyzną, po Agassim, który tego dokonał). Ponadto, Đoković stał się najstarszym złotym medalistą olimpijskim w historii, a także pierwszym tenisistą, który wygrał igrzyska olimpijskie bez utraty seta w trakcie turnieju. Oprócz tego, a co najważniejsze – Đoković stał się pierwszym (i do tej pory jedynym) mężczyzną, który wygrał wszystkie wielkie tytuły w grze pojedynczej. Po zwycięstwie wzruszony Serb przyznał: „Jestem bardzo wdzięczny za błogosławieństwo, jakim jest zdobycie złotego medalu dla mojego kraju, aby ukończyć złotego szlema i pobić wszelkie rekordy”. W wielu artykułach oraz w mediach społecznościowych chwalono występ Serba i stwierdzano, że olimpijskie złoto ukoronowało jego wybitną karierę. Ukuło się również stwierdzenie, że Đoković „przeszedł (grę w) tenis” (dosł. ang. completed tennis).
W ostatnim turnieju wielkoszlemowym w sezonie, US Open, Đoković odpadł w 3. rundzie, ulegając Alexieiowi Popyrinowi 4:6 4:6 6:2 4:6. Tym samym rok 2024 był pierwszym od 2022 roku, kiedy żaden turniej wielkoszlemowy nie został wygrany przez przedstawiciela wielkiej trójki. Mimo utraty bardzo wielu punktów w stosunku do poprzedniego roku, Đoković zakwalifikował się do ATP Finals. Ostatecznie jednak, z powodu przedłużającej się kontuzji, Serb wycofał się z turnieju.
23 listopada 2024 roku Đoković ogłosił, że jego nowym trenerem został jego były rywal, będący już na emeryturze Andy Murray. W filmie informującym o podjętej przez siebie decyzji Serb podsumował: „Nazywali nas zmieniaczami gry, ryzykantami, twórcami historii. Myślałem, że nasza historia może się skończyć, ale okazuje się, że ma jeden ostatni rozdział. Czas, aby jeden z moich najtrudniejszych przeciwników stanął w moim narożniku. Witamy na pokładzie, trenerze Andy Murray”.

#### 2025
| Turniej wielkoszlemowy | Zwycięzca      | Finalista        | Wynik                                   |
| ---------------------- | -------------- | ---------------- | --------------------------------------- |
| Australian Open        | Jannik Sinner  | Alexander Zverev | 6–3, 7–6(7–4), 6–3                      |
| Roland Garros          | Carlos Alcaraz | Jannik Sinner    | 4–6, 6–7(4–7), 6–4, 7–6(7–3), 7–6(10–2) |
| Wimbledon              | Jannik Sinner  | Carlos Alcaraz   | 4–6, 6–4, 6–4, 6–4                      |